# Historia de Miranda de Ebro

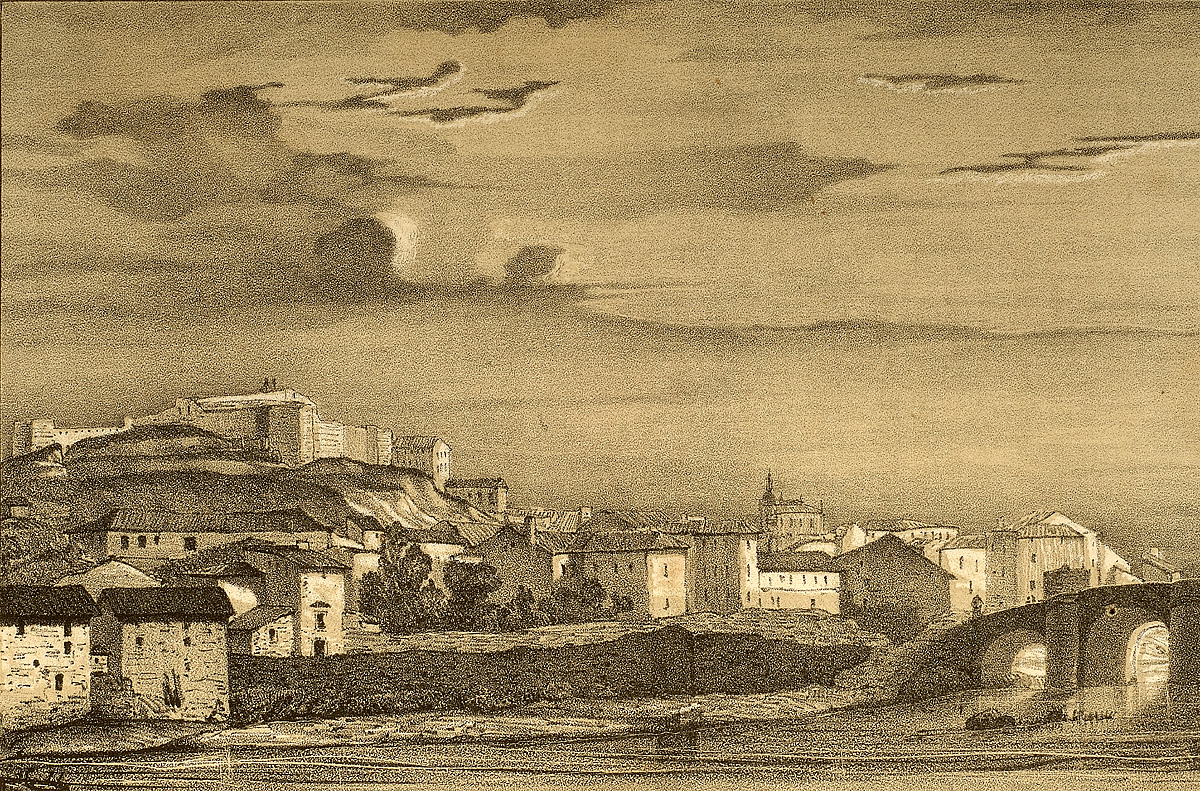
Grabado de Miranda de Ebro hacia 1846.

La historia de Miranda de Ebro (España) se puede dividir en tres fases claramente marcadas. En la primera etapa, que va desde la prehistoria hasta el siglo XI, distintas civilizaciones habitaron el término municipal, hasta que Alfonso VI de León otorgó a la villa un fuero de repoblación en 1099. En la segunda, que empieza en el siglo XI y acaba en el siglo XIX, Miranda de Ebro se consolidó como punto estratégico y se fue desarrollando lentamente con diversas construcciones importantes. En la tercera fase, que comienza en el siglo XIX con la llegada del ferrocarril, Miranda de Ebro pasó de ser un pueblo agrícola a convertirse en una gran ciudad industrial, con un gran aumento de la actividad comercial e industrial y de la población.

## Prehistoria

Distribución de las diferentes tribus según Ptolomeo.

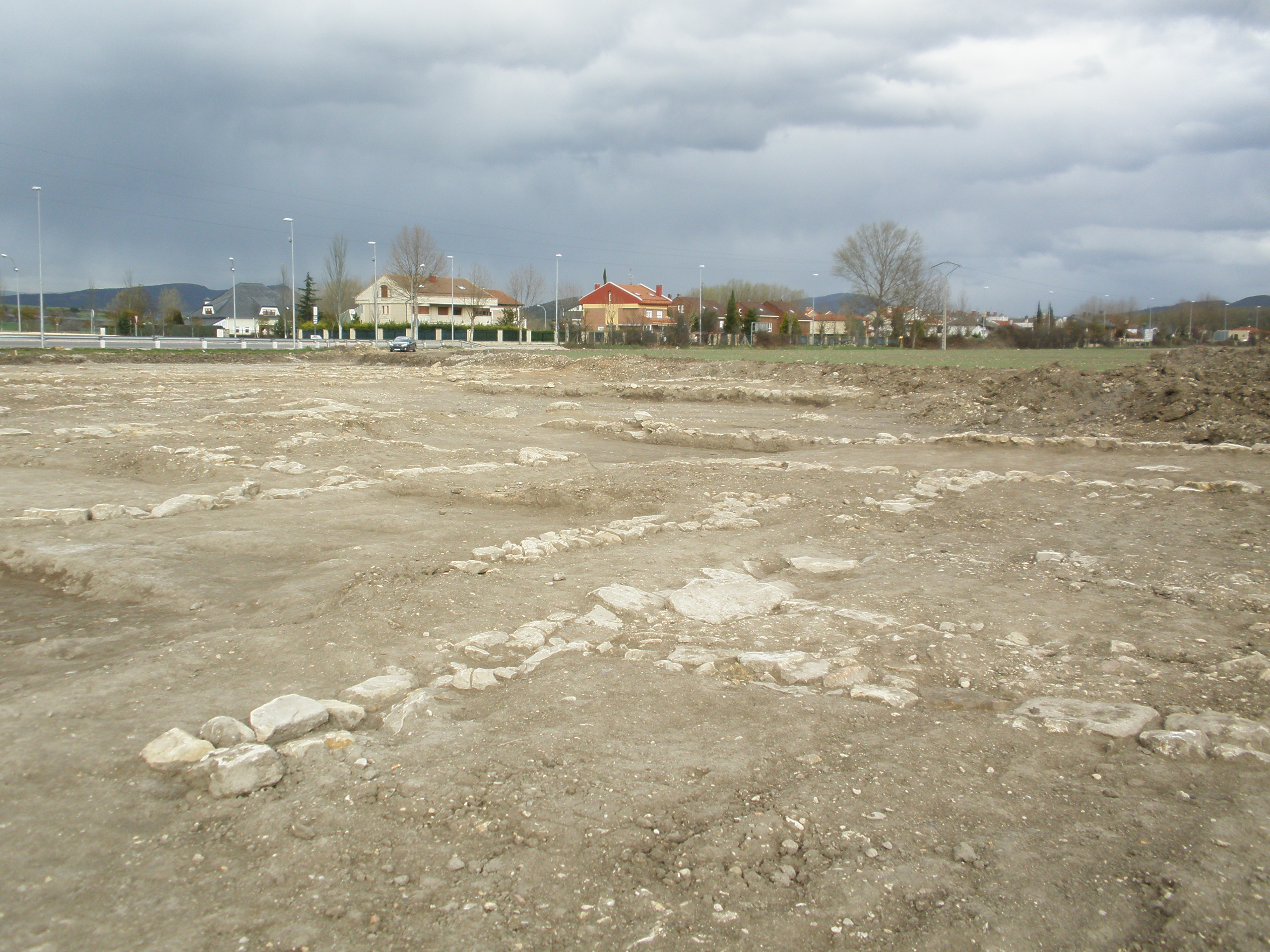
Vista general de los restos arqueológicos de Deóbriga encontrados durante las obras de construcción de una carretera en 2010.

En los alrededores de Miranda de Ebro se han encontrado a lo largo de los años numerosos vestigios prehistóricos que indican la presencia de asentamientos desde el Neolítico. En la vecina localidad de Ameyugo se encuentra la cueva de Vallojera donde se han recogido cuchillos de sílex, punzones y hasta un peine de hueso. De la Edad del Bronce apenas se han descubierto manifestaciones en la zona, a excepción de cerámica en Pancorbo.
A finales de la Edad de Hierro existieron en la zona asentamientos de un pueblo centroeuropeo: los autrigones. El yacimiento de Arce-Mirapérez se encuentra situado a escasos 3 km de Miranda de Ebro y según los últimos estudios, allí se ubica Deóbriga.

## Historia Antigua: autrigones y romanos
La zona de Miranda estuvo ocupada por los autrigones hasta la llegada del Imperio romano entre el siglo I a. C. y el siglo II a. C. Posteriormente el Senado romano dividió Hispania en dos provincias; Citerior, la más próxima a Roma y la Ulterior, la más lejana, quedando Miranda de Ebro en la Citerior. César Augusto reformó la administración provincial subdividiendo en conventus. Miranda quedó dentro del Caesaraugustano en la provincia Tarraconense.

### Los autrigones
Los asentamientos autrigones solían estar situados en entornos naturales favorables y además estaban fortificados. Plinio el Viejo menciona los diez más importantes del territorio de los autrigones que son: Virovesca (capital), Tritium, Deóbriga, Uxama Barca, Salionca, Segisamunculum, Vindeleia, Segontia Paramia, Antecuia y Flaviobriga.
Al parecer Deóbriga se encontraba muy próxima a Miranda de Ebro, en lo alto de un cerro en las confluencias de los ríos Ebro y Zadorra. Con frecuencia los romanos se asentaban cerca de los poblados antiguos sin ocuparlos, pero este no es el caso de Deóbriga, donde al parecer sí que decidieron aprovechar la infraestructura, destruyendo parte de la primitiva ciudad. En 1970 se descubrió, durante la construcción de viviendas, una necrópolis y durante los años 2004 y 2005 se llevó a cabo un estudio arqueológico que ubicó Deóbriga con exactitud.

### Romanización

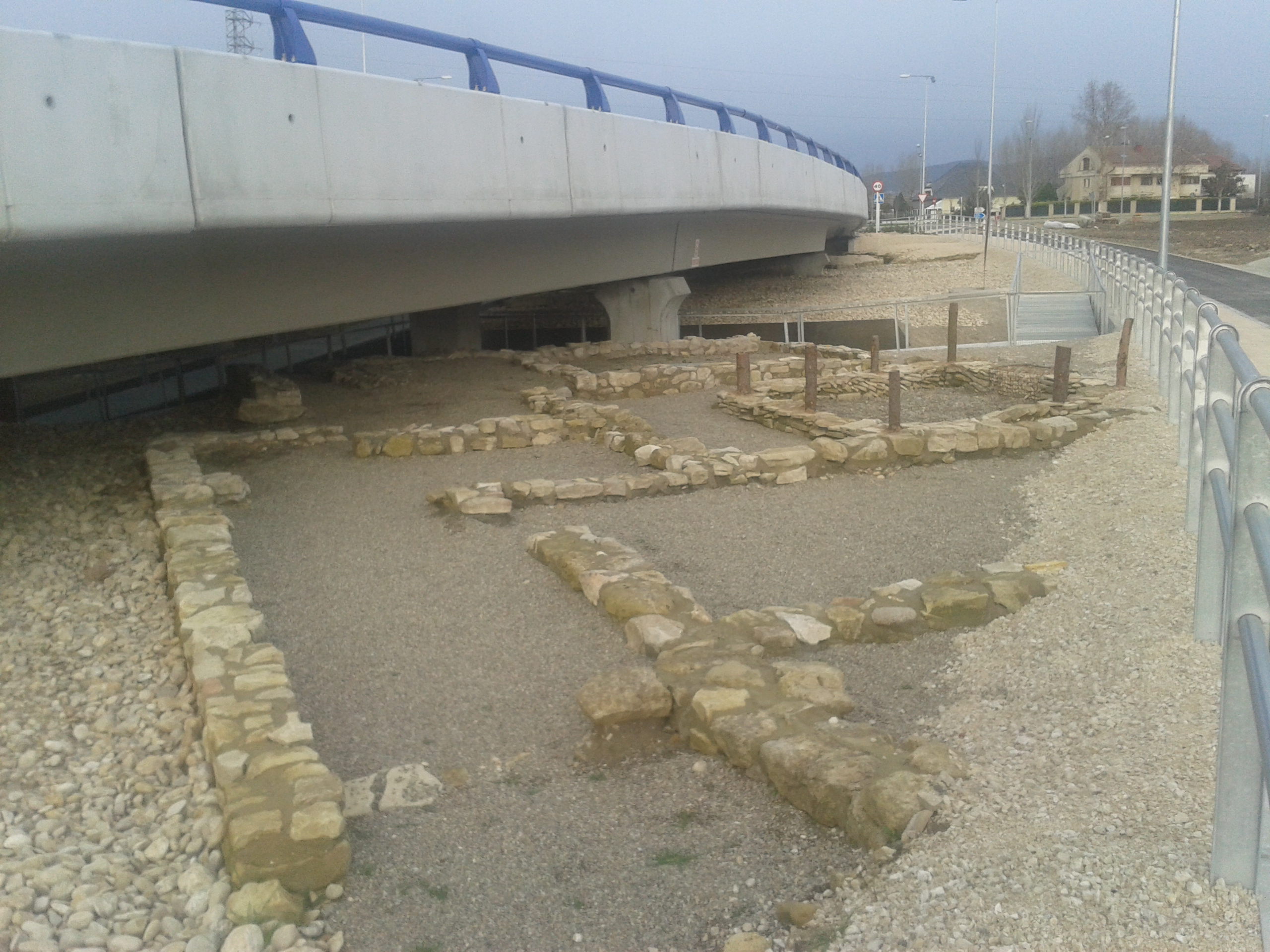
Restos del yacimiento de Arce-Mirapérez.

Se estima que en el 194 a. C., el cónsul romano Porcio Catón inició el proceso de romanización del valle del Ebro desde la costa mediterránea hasta Miranda. Al parecer los autrigones acataron el dominio romano, pero no se ha encontrado ninguna constancia de enfrentamiento.
Sin embargo, sí que hay constancia de que en el año 76 a. C. los autrigones y los berones se aliaron con Pompeyo para combatir contra Sertorio, pero no consta nada sobre actividades militares en la zona durante las Guerras Sertorianas. La constante comunicación entre romanos y los pueblos antiguos tuvo como primera consecuencia de la romanización el uso de la moneda.
Otro de los avances de la romanización en la zona de Miranda de Ebro fue la construcción de la calzada romana Ab Asturica Burdigalam (Astorga-Burdeos), o Iter XXXIV, que cruzaba el Ebro junto al núcleo de Deóbriga, ya que por aquel entonces el río debía tener zonas pantanosas. Existían también otras vías de menor importancia que unían Miranda de Ebro con Puentelarrá y Armiñón.
Entre el siglo III y el siglo IV hubo una importante actividad económica en el campo, lo que propició el traslado de la ciudad a las villas agrícolas. Es el caso de Cabriana donde se asentó una de estas villas de las que se conservan reproducciones del siglo XVIII sobre los mosaicos encontrados en aquel siglo. Se conoce la existencia de unos miliarios galos desaparecidos que debieron estar en las calzadas próximas a Ircio y Cabriana. El descontrol ya iniciado en el siglo III se extendió hasta el siglo V cuando cayó definitivamente el Imperio romano tras la llegada de los pueblos germánicos.

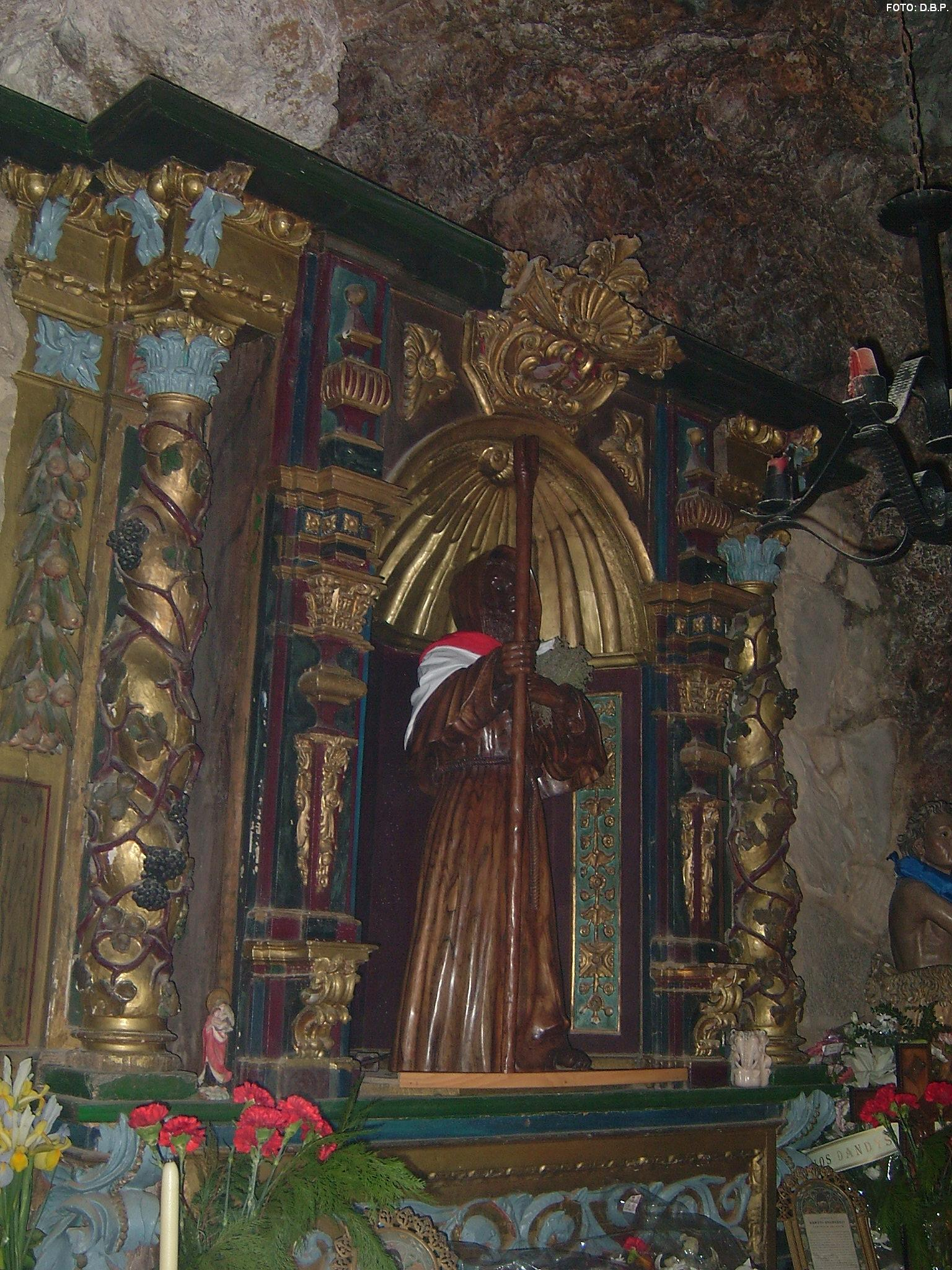
El movimiento eremita fue abundante en los montes de toda la zona.

En los conocidos como Años oscuros entre la Antigüedad tardía y la Alta Edad Media hay noticia de la existencia de diversos cenobios en la zona, ya que el movimiento eremítico tuvo gran importancia en la zona (San Felices, San Formerio, San Prudencio, San Millán, Saturio... entre muchos otros ermitaños desconocidos).

## Historia Medieval: Siglos V a XV
Sin duda fue la Edad Media cuando Miranda de Ebro se consolidó como punto estratégico y comercial. Su situación junto al desfiladero de Pancorbo y el fuero concedido por Alfonso VI de León en 1099 propiciaron su desarrollo. 

### Evolución política pre-invasión musulmana (400-711)

Ducado de Vasconia bajo Odón el Grande (c. 710-740), posible origen de la vasconización tardía.

Apenas se conoce nada en la zona entre el fin del Imperio romano y la Invasión Árabe de la península ibérica, así que se supone que la evolución política en Miranda de Ebro durante esta época es la misma que la del resto del territorio. En el 409 vándalos, suevos y alanos entraron en la península ibérica cruzando los Pirineos. En el 416 los visigodos penetraron como aliados de Roma, derrotando a los alanos y a parte de los vándalos. Aunque en el 418 se les recolocó en Aquitania, este abandono llevó a los suevos a ocupar buena parte de la península, con capital en Augusta Emerita, la actual Mérida. Tal acción impulsó al Imperio romano a pedir nuevamente a los visigodos, a través de su rey Teodorico II, la ayuda precisa para controlar Hispania. Las tropas visigodas cruzaron los Pirineos y en el 456 capturaron al rey Requiario, quedando el resto de los suevos en lo que hoy se conoce como Galicia. El resto de la península pasó a manos visigodas con capitalidad en Tolosa (Toulouse, actual Francia). Las oleadas de conquista se sucedieron con posterioridad, pero en este caso para ocupar espacios donde dominaba todavía el Imperio romano.
En el año 476, los visigodos ya se fueron asentado en la península ibérica y en el 490 terminó el grueso de las migraciones desde el norte (véase Hispania visigoda).
Leovigildo decidió lanzar un ataque contra cántabros y vascones, y para ello creó una barrera al norte de Miranda con guarniciones visigóticas. Miranda pasó de pertenecer a la provincia Tarraconense para incluirse en el Ducado de Cantabria en época visigótica y del Ducado de Vasconia tras la invasión musulmana de la península, que formaba parte de la Marca Hispánica de la monarquía carolingia hasta la llegada de la dinastía Jimena y la formación del Reino de Pamplona.

### Evolución política post-invasión musulmana (711-1000)

El nuevo reino de León en el año 910.

En el 711 se produjo la invasión musulmana de la península ibérica. Musa ibn Nusair llevó a cabo la invasión desde el valle del Ebro hacia el oeste, por lo tanto Miranda quedó invadida en torno al año 714. En este mismo año se produjo la asimilación-conversión del magnate Casio y su familia que dio origen a la poderosa familia Banu Qasi.
En la Crónica Albeldense se menciona la famosa expedición que llevó a cabo Alfonso I, rey de Asturias por la ribera del Ebro en el año 757. En dicho relato se refieren las localidades destruidas: Miranda (actual Miranda de Ebro), Revendeca, Carbonaria, Abeica (Ábalos, desde donde cruzó el Ebro), Brunes (podría ser Briones pero no es del todo seguro), Cinissariam (actual Cenicero) y Alesanco. Es la primera vez en la historia que aparece documentado el nombre de Miranda. Con esta expedición se pretendía crear un desierto estratégico para refugiar el Reino astur al norte de la Cordillera Cantábrica.
El origen del nombre no está del todo claro; mientras que algunos autores aseguran que el nombre de Miranda tiene un origen celta, derivado de la raíz "Mira", otros creen que proviene del latín y cuyo significado sería la que hay que admirar. El apelativo de Ebro, como cabía imaginar, hace referencia a su situación junto a las orillas de dicho río.

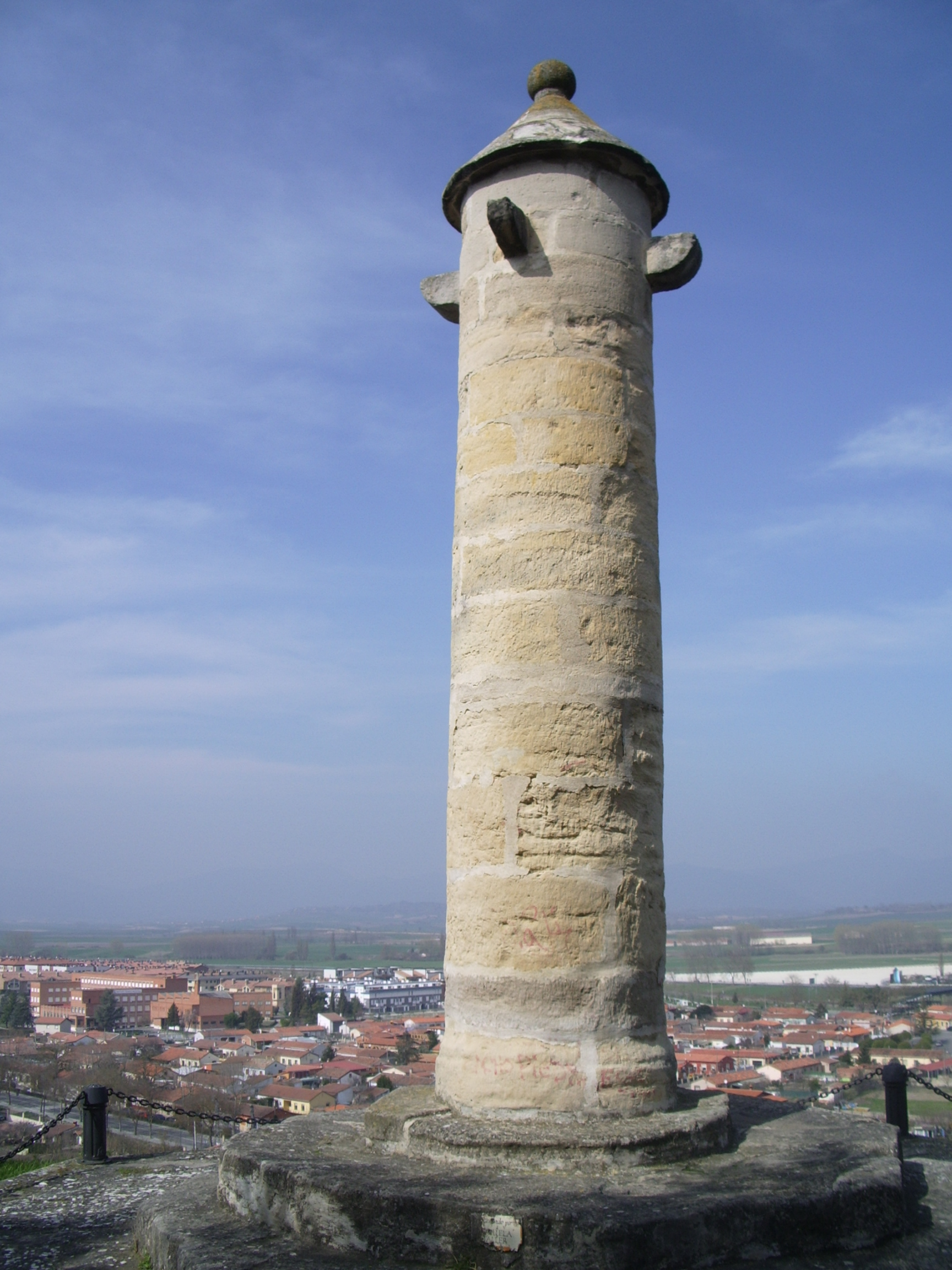
Rollo de justicia.

Durante los dos siglos siguientes el entorno de Miranda de Ebro fue testigo de enfrentamientos entre cristianos y musulmanes. Uno de estos enfrentamientos en tierras mirandesas fue la batalla de la Morcuera en el año 865 que se saldó con la derrota cristiana. Miranda quedó prácticamente despoblada durante los siglos IX y X. Se encontrada en una zona al sur de la primitiva Castilla, Bardulia, y supuso el centro de la defensa de un valle protegido por los accesos de Bilibio, Pancorbo o Lantarón. La comarca mirandesa sufrió numerosas embestidas por parte de Abderramán I hasta el siglo IX, cuando comenzó la repoblación llevada a cabo por campesinos y dirigida por eclesiásticos. Lope ben Muhammad no cesaba en sus correrías y atacó y conquistó el castillo de Bayas, cerca de Miranda de Ebro (904) y obligó a castellanos y alaveses a levantar el cerco de los castillos de Buradón y Grañón.
En el año 804, el obispo Juan de Valpuesta incluyó a Miranda y su entorno en la diócesis de Valpuesta, creando en la zona diversos monasterios, como el de San Mamés, La Molina o San Martín de Azo, todos ellos en la zona de los Montes Obarenes.
En el año 932, Fernán González unificó los condados de la marca oriental leonesa (Condado de Castilla). Miranda estaba englobada en el Condado de Lantarón y Cerezo. A partir del año 951, este conde tuvo fuertes choques con la monarquía navarra con quien competía por el control de Álava. Los años de gobierno de Fernán González fueron fundamentales para Castilla que fue unida y estructurada. Este gobierno tuvo continuidad con el hijo de Fernán, García Fernández hasta su muerte en el año 995. Tras el fallecimiento de este conde castellano el poder queda en manos de su hijo Sancho García.

### Evolución política tras la reconquista (1000-1500)

La península en 1030. Reinado de Sancho III El Mayor, de Nájera-Pamplona, enterrado en el monasterio de San Salvador de Oña, en plena Bardulia. En esa misma región se han encontrado los Cartularios de Valpuesta y las Glosas Emilianenses. Sustrato vasco en lenguas romances, documentado por la mirandesa Fundación Cantera.

En 1012 el conde castellano Sancho García concedió fueros a la villa de Nave de Albura (actualmente La Nave). En dicho documento se eximía de la pena de homicidio a sus moradores por el que se cometiese en las naves ancladas en su puerto, y es que desde Nave de Albura se extendió una gran acúmulo de agua hasta las Conchas de Haro llamado Laguna de Bilibio, que hacía del río Ebro navegable. La laguna cubriría todas las riberas del cauce actual del río desde la localidad de La Nave hasta las Conchas de Haro, quedando en su orilla derecha el primitivo núcleo de Aquende (que dio origen a Miranda de Ebro) e Ircio, y en la margen izquierda el antiguo poblados de Arce, junto con la entrada del río Zadorra navegable a orillas de las actuales localidades de Lacorzana, Lacorzanilla, Rivaguda y Armiñón.

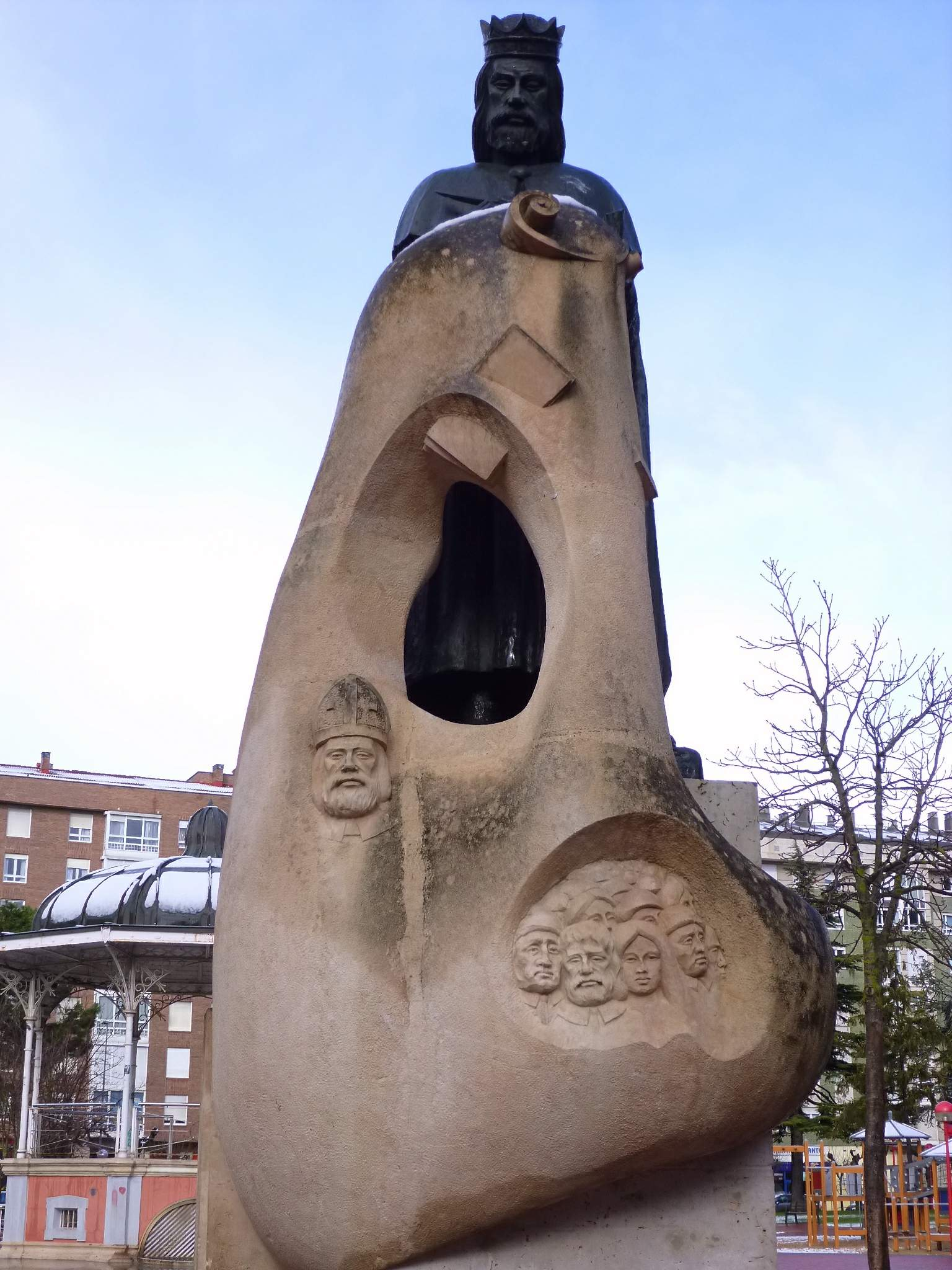
Estatua de Alfonso VI.

Después de Sancho García le sucedió su hijo García Sánchez que se mantuvo como conde castellano hasta su asesinato en 1028 en León, momento en que su tutor, el monarca navarro, aprovecha para tomar el poder del Condado de Castilla. Sancho Garcés III de Pamplona, rey de Pamplona, falleció en 1035 y dejó en herencia Navarra, el condado de Álava, los Señoríos de Vizcaya y Guipúzcoa y las comarcas de Oña, La Bureba y Castilla La Vieja a su primogénito García Sánchez III de Navarra. De este modo quedó Miranda de Ebro englobada en Navarra hasta el reinado de Sancho Garcés IV de Navarra, que tras su asesinato, Vizcaya, Álava, La Rioja y la familia real, reconocieron a Alfonso VI de León como rey, pasando así Miranda de Ebro a manos del Reino de Castilla en 1076. Alfonso VI, para consolidar su poder, concedió a la villa en 1099 el fuero de Miranda de Ebro.
El 27 de noviembre de 1254, Miranda vio consolidado el comercio con la concesión por parte de Alfonso X el Sabio de la feria de mayo, a la que se sumó el 2 de abril de 1332 la concesión por parte de Alfonso XI de Castilla de la feria del Ángel.
Miranda pasó a manos de diferentes reinos durante el siglo XII. En 1116 el rey Alfonso I de Aragón la conquistó junto con otros territorios riojanos. Volvió a manos de Castilla en 1134 pero solo hasta 1163, cuando Sancho VI de Navarra extendió su reino hasta Briviesca. Alfonso VIII de Castilla reclamó la villa junto con otras poblaciones, y mediante el Laudo arbitral del rey Enrique II de Inglaterra, Miranda volvió a Castilla.
El 6 de agosto de 1296 Miranda se incorpora a la Hermandad de Haro junto con otras poblaciones afines como Vitoria, Grañón, Logroño, Nájera, Santo Domingo de la Calzada, Haro, Briones, Ábalos, Labastida, Salinillas de Buradón, Portilla, Salinas de Añana, La Puebla de Arganzón, Peñacerrada, Salvatierra, Antoñana y Santa Cruz de Campezo. Se reunían tres veces anualmente para comprobar que se cumplían las órdenes comunales acordadas.
A comienzos del siglo XVI la villa de Miranda pasó a manos de la Familia Haro entre el año 1308 a 1312, fecha en la que Fernando IV de Castilla jura que la villa no será entregada nunca a nadie y siempre permanecerá bajo tutela real.
Durante los siglos XIV y XV, y tras las disputas entre Pedro I de Castilla y Enrique de Trastámara, la villa de Miranda pasó de mano en mano; primero al Señorío de Burgos, luego a la Hermandad de Álava (cuando en 1463, Miranda fue parte fundadora de la hermandad) y por último de nuevo al señorío de Burgos en 1493 hasta nuestros días.
Miranda tuvo una de las aljamas más antiguas de Castilla. El fuero concedió a los hebreos iguales derechos que los cristianos y musulmanes. Durante la guerra civil de 1360, los hombres de Enrique II de Trastámara atacaron la judería matando a no pocos judíos. Pero posteriormente las autoridades de Burgos concedieron una serie de nuevos privilegios a los judíos, como el derecho a tener sinagogas y trabajar los domingos en sus casas o en talleres cerrados. Cuando fueron exiliados en 1492 por el Edicto de Granada, los judíos vendieron a la comunidad tanto el osario como la sinagoga, situada en la actual calle La Fuente, que se convirtió en iglesia. El resto de los bienes hebreos pasó a ser propiedad del concejo. 

#### Fuero de Miranda de Ebro

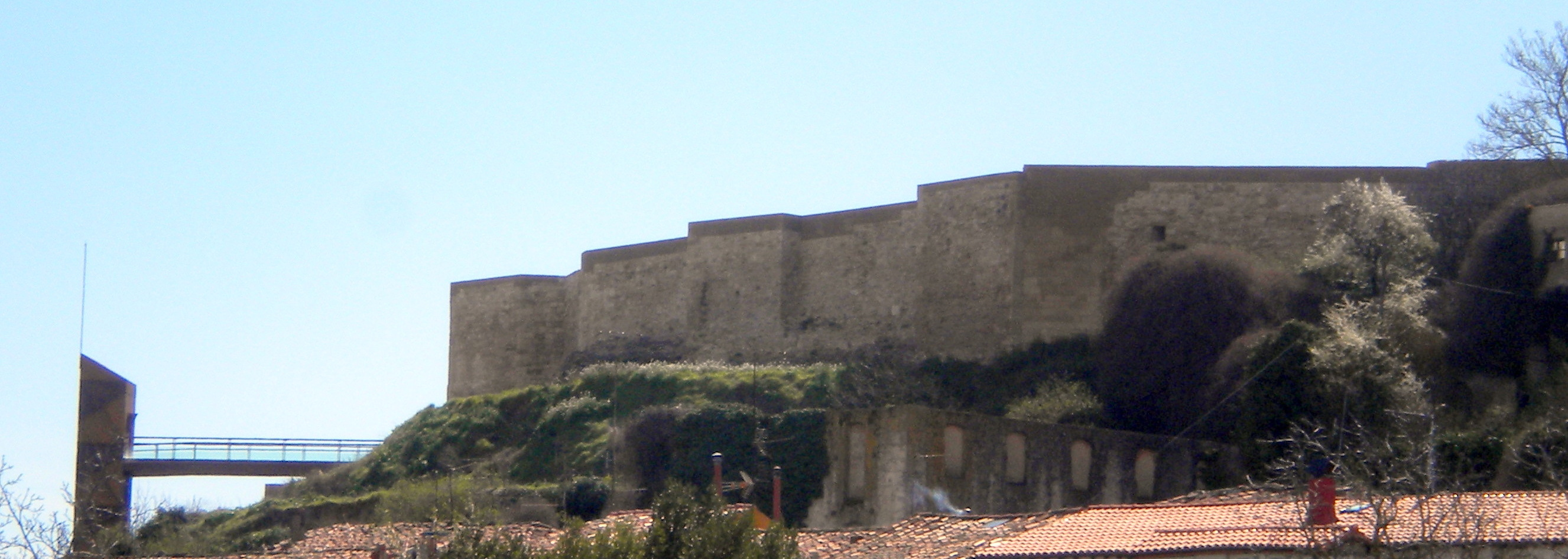
Castillo.

El fuero de Miranda de Ebro, concedido por el monarca Alfonso VI de León en enero de 1099 (o por Alfonso VIII en 1177), jugó un papel esencial en la historia de la localidad y sus habitantes durante buen número de siglos y generaciones. 
El fuero mirandés se asemeja al fuero de Logroño, promulgado por el mismo rey en 1095, hasta el punto de reproducir textualmente varias de sus normas, modificando otras e introduciendo algunas disposiciones exclusivas para la villa. Tanto en este caso como en el riojano, Alfonso VI señaló su validez para los pobladores ya asentados y para quienes llegarán en el futuro, debiendo someterse a su articulado tanto los hispanos como los francos, los moros y los judíos.

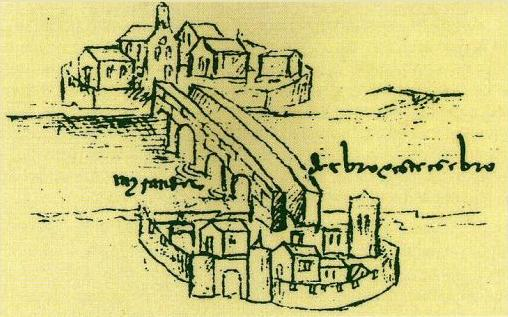
Representación de la villa y fortaleza de Miranda entre 1487 y 1497.

### Configuración urbana

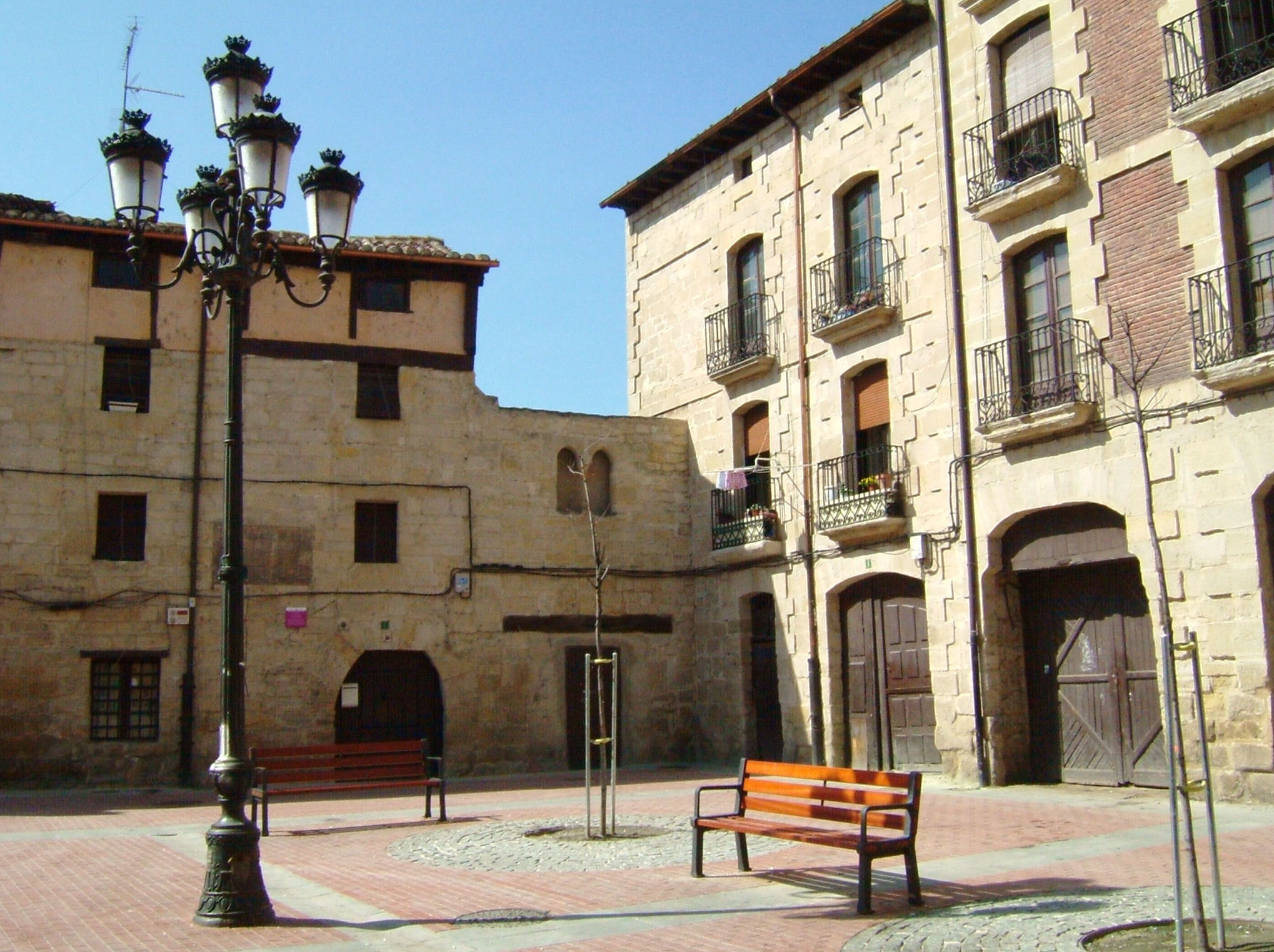
Antigua ubicación de la casa del Concejo

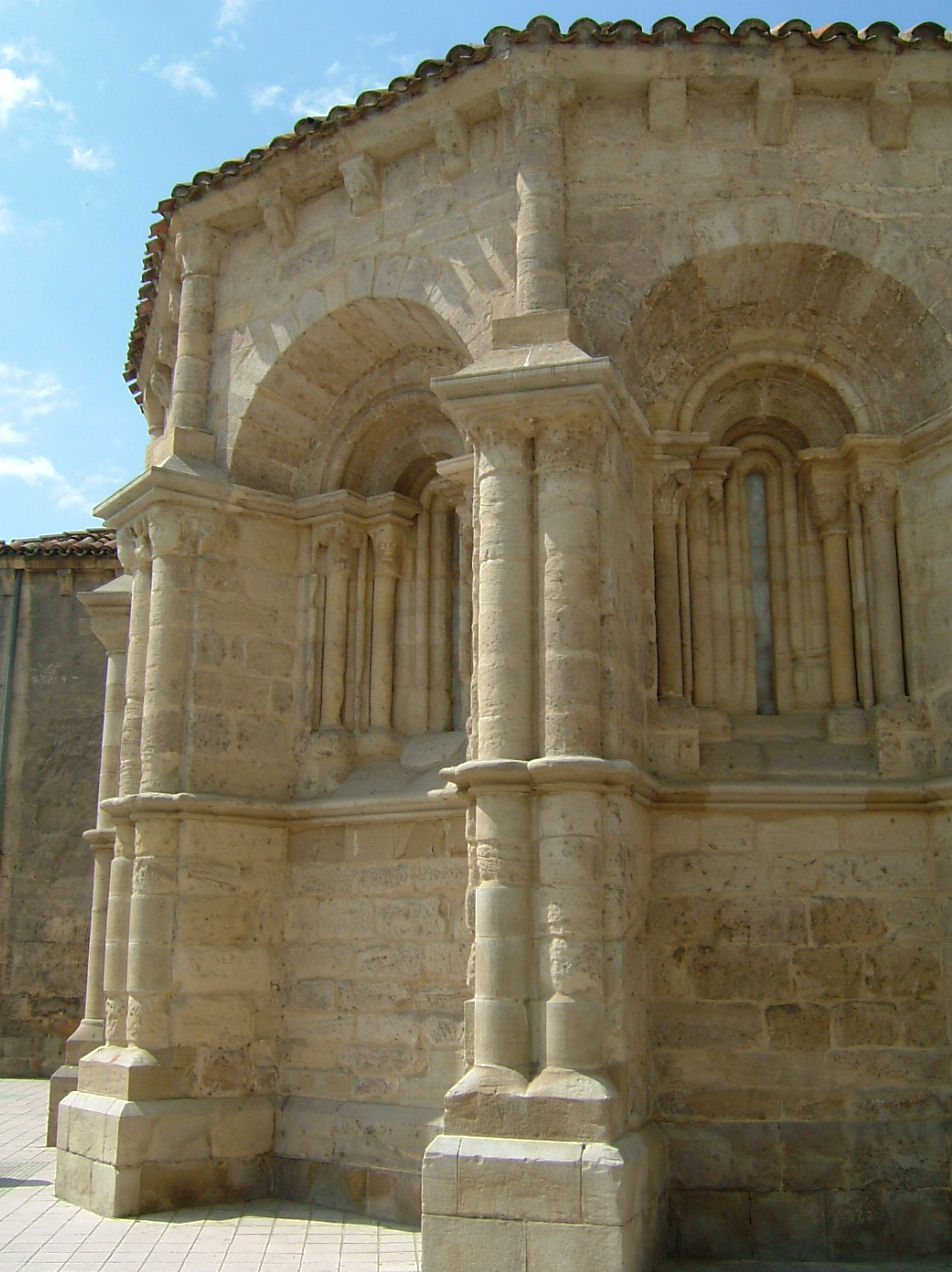
Ábside de la iglesia del Espíritu Santo

La imagen urbana de Miranda de Ebro en los primeros momentos de la Edad Media se correspondía con la de un pequeño núcleo de población situado a las faldas del cerro de La Picota. Existen excavaciones en el cerro de La Picota que ratifican el asentamiento de la aldea de Miranda en el siglo VIII. A medida que fue creciendo la población, la villa fue dotada de un puente que provocó el asentamiento en la orilla izquierda del Ebro, eso sí, mucho menor que el núcleo original. Además la ciudad también contaba con una muralla que circundaba su perímetro y que contaba con siete puertas de entrada. El barrio más antiguo, el del margen derecho, se llamó Aquende mientras que el más moderno, en el margen izquierdo, se llamó Allende después de la construcción de un puente.
Hasta el siglo XIII el obispo de Calahorra fue el encargado de la explotación del puente (Miranda pertenecía en aquel entonces a la diócesis de Calahorra). A partir de este siglo fue el concejo el encargado de su explotación y mantenimiento. Su estado en muchas ocasiones fue lamentable debido a las embestidas del río, y era entonces cuando el concejo pedía ayuda al monarca para su reparación. El puente disponía de siete ojos y una torre en la segunda pila (al menos desde 1643) que servía para el cobro del pontazgo. Era estrecho y de perfil alomado, características típicas de los puentes medievales.
Las iglesias eran otro de los referentes de la Miranda medieval. En el fuero de Miranda se citan dos iglesias juraderas: San Martín en Aquende y San Nicolás en Allende, de las cuales sólo la segunda llega hasta nuestros días con el nombre de Espíritu Santo. En el barrio de Aquende se ubicaban otras iglesias como la de Santa María en el cerro de la Picota (antes de la construcción del castillo) y la de Santa Petronila, ambas destruidas por el conde de Salinas. La expansión de la ciudad hizo necesario la construcción de la iglesia de San Juan Bautista. Junto a esta iglesia se abrió una gran plaza donde se celebraba el mercado de la villa y donde además se ubicaba la casa del concejo. Tras la expulsión de los judíos en 1492, el concejo se trasladó a la sinagoga de la ciudad situada junto al puente.
En 1358, el conde don Tello, señor de Vizcaya, solicitó al obispado de Calahorra el terreno para construir el castillo de Miranda en lo alto del cerro de La Picota, lugar que estaba ocupado por la primitiva iglesia de Santa María. Sin embargo, las obras de construcción no se iniciaron hasta 1449, cuando Pedro Sarmiento, conde de Salinas, ocupó la iglesia.
En el terreno comercial, Miranda contaba con un mercado semanal celebrado todos los miércoles. Además los habitantes del alfoz de Miranda podían acudir a tres mercados durante el mes de marzo sin pagar peaje. Otros mercados tenían carácter anual: las ferias. En 1254, Miranda vio consolidado el comercio con la concesión por parte de Alfonso X el Sabio de la feria de mayo, a la que se sumó en 1332 la concesión por parte de Alfonso XI de Castilla de la feria del Ángel.

## Historia Moderna: Siglos XVI a XVIII

### Hermandad de Álava y tensión con Burgos (1500-1800)
La política municipal de la Edad Moderna se centró casi exclusivamente en los pleitos que tuvo Miranda de Ebro con la ciudad de Burgos. Las elecciones de los mandatarios locales durante este periodo se realizaban en la capilla de San Antonio en el convento de San Francisco (actual convento de los Sagrados Corazones) y, aunque la villa tenía la condición de realenga, las elecciones debían ser confirmadas por el intendente de Burgos. Las personas electas eran las pertenecientes a grandes familias. Este sistema de votación se utilizó hasta 1807 y aunque si bien es cierto que los cargos eran ocupados por vecinos de Miranda, los nombramientos siempre venían desde la capital de la intendencia.
Durante el siglo XVI se trató de salir del vasallaje de la ciudad de Burgos para recuperar el derecho de localidad realenga. Tal fue el control de la ciudad de Burgos sobre Miranda de Ebro, que en 1503 las autoridades burgalesas intentaron controlar la venta de terrenos hecha por el concejo mirandés. En 1529 la villa recurrió ante el rey para que no fuese la capital quien nombrase al corregidor mirandés. Si la situación entre la capital y Miranda fue tensa durante el siglo XVI, aun fue más tirante en el siglo XVII. En los escritos burgaleses siempre se referían a la villa de Miranda como nuestros vasallos, término que no agradaba en la ciudad del Ebro. En 1630 hubo nuevos pleitos cuando los mirandeses se negaron a reconocer la jurisdicción del corregidor de Burgos sobre la villa.
Una de las soluciones que se le ocurrió al concejo mirandés para acabar con las malas relaciones fue la de intentar pasarse a la provincia de Álava en 1646, pero no se llegó a realizar dicho objetivo y sólo provocó que las relaciones con Burgos fuesen aún peores (se volverá a intentar el traspaso de provincia de forma infructuosa en 1742). El estado del litigio entre ambas localidades llegó a ser tan grave que tuvo que intervenir la propia Corona; en 1703, el monarca intentó arreglar la situación estableciendo la venta de la jurisdicción de Miranda por parte de la ciudad de Burgos para que la comprase el concejo mirandés por 18 000 ducados y 6000 reales. A pesar de todo la operación nunca llegó a realizarse y la villa de Miranda siguió bajo el vasallaje de Burgos durante todo el siglo XVIII.

#### Escudo

Escudo de Miranda de Ebro (tradicional)

Al margen de la tensión con la ciudad de Burgos, durante el siglo XVI se produjo un hecho muy significativo para la ciudad. Carlos I de España otorgó a la villa el escudo de armas el 4 de septiembre de 1535 que se describe como:

Escudo simple, redondeado, campo de azur, y en su centro, sobre aguas del río Ebro, puente curvo acanalado, mazonado, de seis arcos. Dicho puente va sumado en su mitad y en oro por un castillo mazonado, aclarado y donjonado de una torre y dos torrecillas de oro también mazonadas y aclarada la principal. A los dos lados de la torre aparecen dos águilas de sable afrontadas y semiexplayadas en actitud de defender.

En el documento original no se cita el timbre del escudo, por lo que la corona condal que actualmente tiene fue posiblemente instaurada por el conde don Tello de Castilla.
Curiosamente, ninguna de las representaciones escultóricas del escudo de la ciudad coincide con la anterior descripción. Tanto los escudos que presiden las fachadas del Ayuntamiento o la plaza de Abastos, como el que sostiene uno de los leones del puente Carlos III, reflejan un puente curvo de seis arcos sobre el río Ebro. Sobre él, dos torres en sus extremos y entre ellas, un águila bicéfala. En su timbre aparece una corona real abierta. Quizá el hecho de que Carlos I fuese un Habsburgo, y de que el águila bicéfala era el símbolo de esta dinastía, pudo influenciar a la hora de tallar los escudos.
A finales de la última década del siglo XX el escudo fue logotipado, conservando las siluetas originales del puente, castillo y águila, mientras que la corona y el agua fueron simplificadas. La coloración del escudo es uniforme y de tonalidad Pantone 200.

#### Bandera

Bandera de Miranda de Ebro

La referencia más antigua sobre la bandera de Miranda de Ebro data de entre 1592 y 1614, en un libro de gastos municipal correspondiente a ese periodo. Lo cierto es que la bandera se instituyó oficialmente el día 24 de marzo de 1626, con Francisco Álvarez de los Ríos como corregidor de la villa. Se trata de una bandera simple con fondo en color tafetán carmesí (rojo). En su centro está el escudo tradicional de la villa. Hasta hace relativamente poco tiempo, se creía que la bandera databa del 18 de diciembre de 1797 cuando aparecía descrita como «tafetán color roxa», descripción que provocó una confusión durante siglos. Gracias a una partida anotada en 1626 sabemos realmente su color.

### Evolución política y acontecimientos en la ilustración (1700-1800)

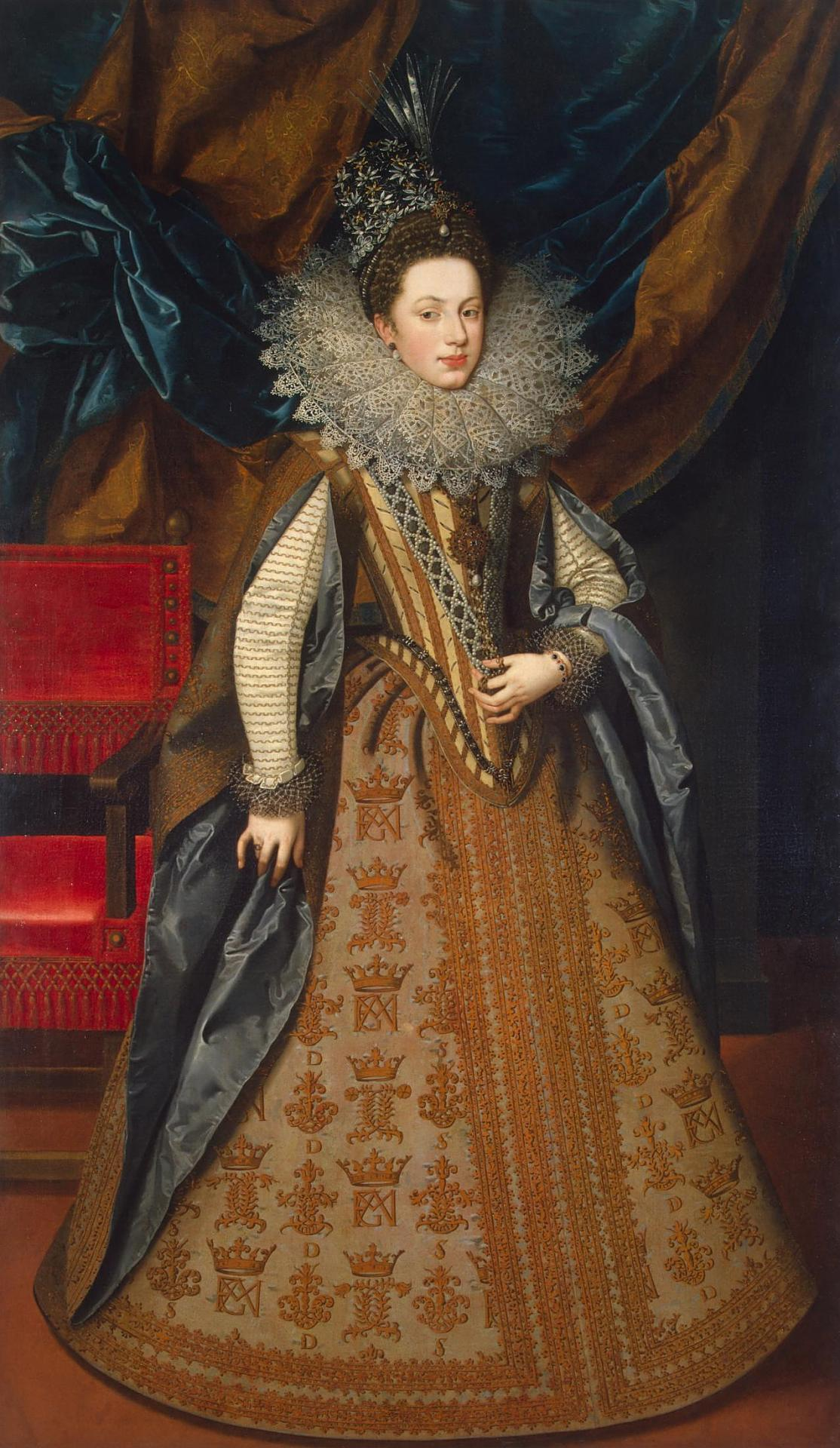
Margarita de Saboya falleció en la Casa de los Urbina de Miranda de Ebro en el año 1655. Retrato de Frans Pourbus.

El siglo XVIII fue el siglo de la ilustración, la época con más influencia tanto en el aspecto económico, político como en el social de la historia. Hacia 1750 los únicos caminos acondicionados eran las viejas calzadas romanas y los concejos debían arreglar los caminos por donde pasaban los Reyes. Todos los gastos se cubrían con el cobro de peajes. Miranda de Ebro estaba situada en el camino real[cita requerida] a Francia y su puesto de cobro era su puente (actual puente de Carlos III).
Por este camino han pasado a lo largo de la historia numerosas personalidades: Margarita de Saboya se hospedó en la Casa de los Urbina de la ciudad en 1655 donde además falleció; Felipe IV de España fue uno de los monarcas que también descansó en la ciudad al utilizar el camino real; Napoleón Bonaparte visitó la ciudad en 1812 y el rey Fernando VII de España lo hizo en 1828.
Otro de los acontecimientos más importantes de este siglo fue el ocurrido el 22 de julio de 1795, cuando las tropas de la Convención Francesa invadieron la villa y el frente de guerra se detuvo en el Ebro. Los mirandeses impidieron entonces que las fuerzas invasoras traspasasen la barrera natural del río, volviendo los franceses sobre sus pasos. Este hecho fue uno de los principales causantes de la firma de la Paz de Basilea.

### Configuración urbana

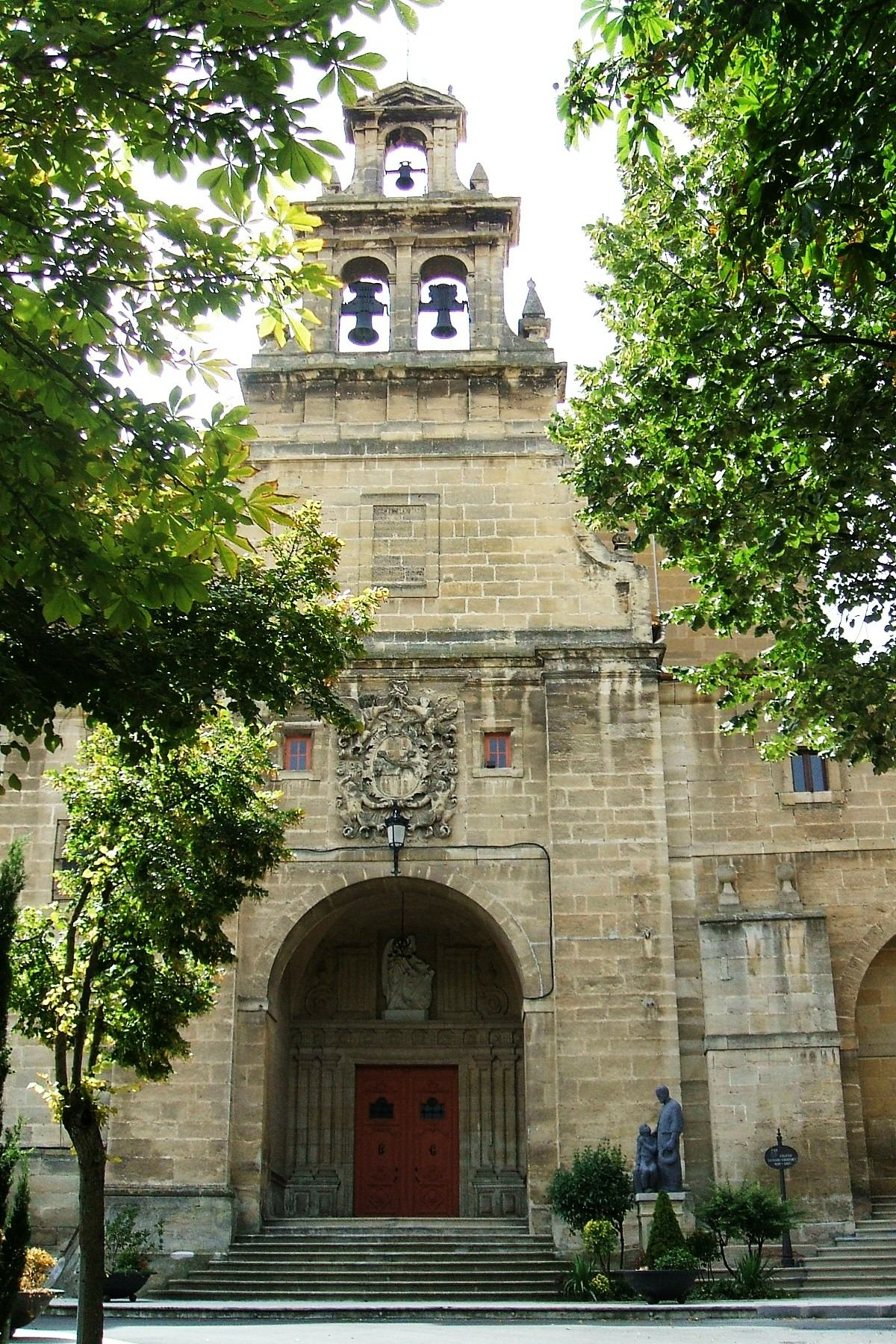
Espadaña de la iglesia de Sagrados Corazones.

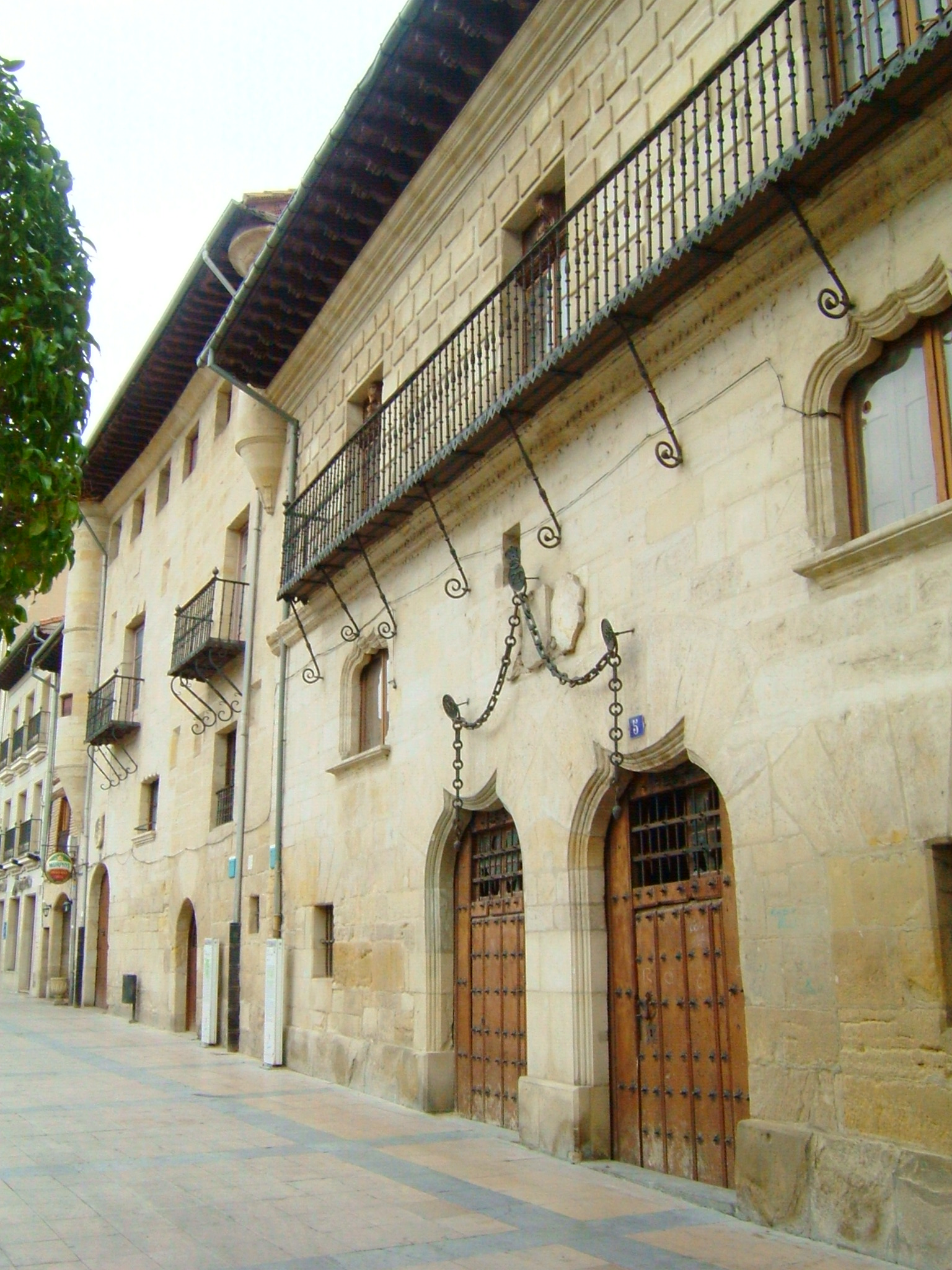
Casa de las Cadenas (en primer término) y Casa de los Urbina (al fondo), ambas del sigo XVI.

El período comprendido entre el siglo XVI y el siglo XVIII fue el más fructífero de cara al arte, arquitectura, etc. La villa siguió amurallada, aunque ya hubo ciertos problemas con el mantenimiento de las defensas. A principios del siglo XVI se comenzó a construir la iglesia de Santa María de Altamira en el solar que ocupaba el Hospital del Chantre. La primitiva iglesia de Santa María se encontraba en lo alto del cerro La Picota y presentaba estilo románico, pero en 1449, el conde de Salinas la desmanteló para iniciar la construcción del castillo. El nuevo templo, en pleno corazón de Aquende, fue construido en piedra de sillería y con estilo renacentista. En los años 1570 se inició la construcción del convento de San Francisco (actual Convento de los Sagrados Corazones).
En 1581 se construyó una torre en el primer arco del puente desde Aquende en la que se ubicó el ayuntamiento, la casa de justicia y una carnicería. El puente se encontraba en un estado lamentable. Constaba de siete arcos, tenía un perfil curvo y su calzada era estrecha. Más tarde se construyó una nueva torre en la primera pila de Allende que servía de cárcel. En total, todas las edificaciones del puente formaban un auténtico castillo sobre el agua.
A mediados del siglo XVII se construyó la plaza del Rey (actual plaza de España). El inicio de las obras fue en 1644 y sus dimensiones eran mucho más reducidas que las actuales. La plaza albergaba fiestas y corridas de toros. Rodeando a la plaza se encuentran muchos de los mejores edificios de la época: Casa de las Cadenas (1580-1600); la Casa de los Urbina (1540) y la casa consistorial (1788), revisada por Ventura Rodríguez.
La fortísima riada de los días 19, 20 y 21 de junio de 1775, se llevó por delante el puente y otras construcciones (entre ellas el ayuntamiento que se ubicaba en una sinagoga junto al viaducto). Miranda necesitaba un nuevo puente tras la devastadora riada y el Concejo se puso inmediatamente en contacto con la corte para gestionar la construcción de uno nuevo. El arquitecto elegido fue el riojano Francisco Alejo de Aranguren. Las obras comenzaron aquel mismo año, un poco más arriba de la ubicación del antiguo puente, y terminaron en un tiempo récord: en 1777 el puente ya estaba listo aunque no fue oficialmente inaugurado hasta 1780. En la entrada de Allende se colocaron dos leones esculpidos por el artista alavés Juan Antonio de Moraza en 1787. Uno de los leones sujeta el escudo real mientras que el otro sostiene el de la ciudad. Se cree que en la entrada de Aquende hubo un par de jarrones de piedra. Se denominó puente de Carlos III.
En definitiva el modelo de villa siguió el modelo clásico de calles alargadas y estrechas. La altura media de los edificios era de tres o cuatro plantas incluida la baja. La utilización de la piedra se limitó casi exclusivamente a las plantas bajas y a las fachadas.

## Historia contemporánea: siglos y

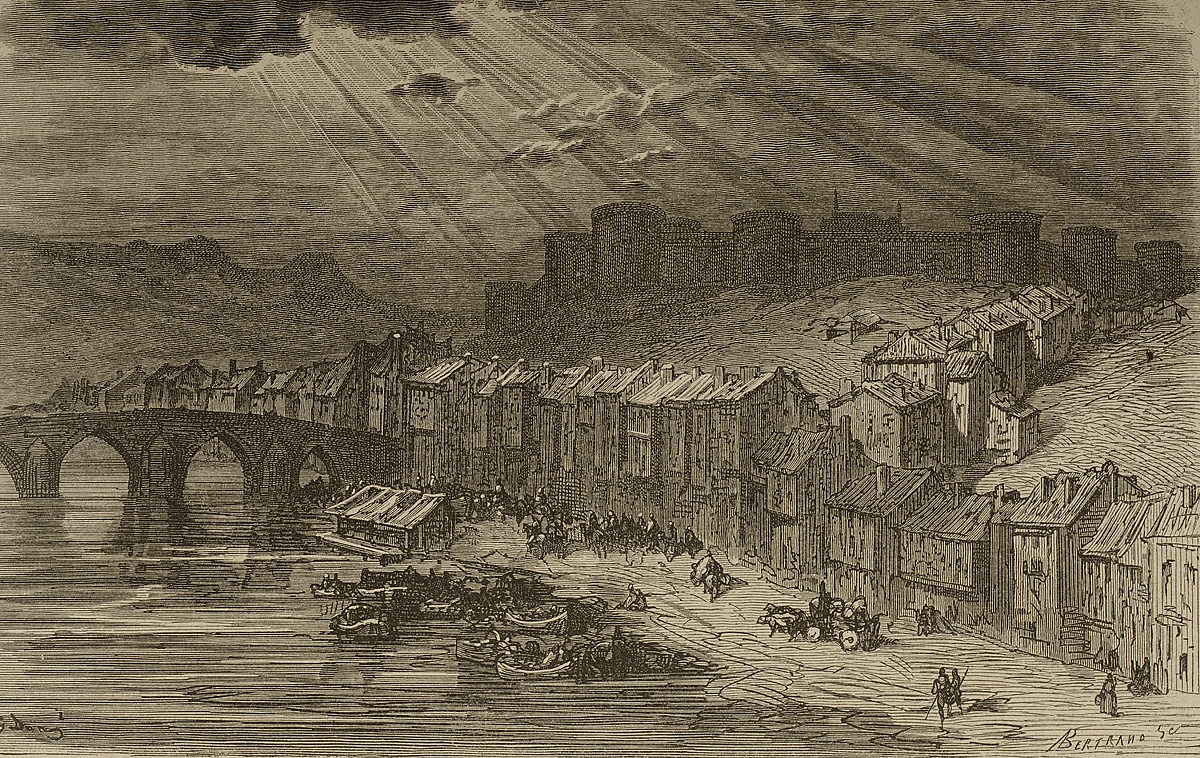
Grabado de Miranda de Ebro realizado en 1862. Se aprecia el puente medieval anterior al de 1777

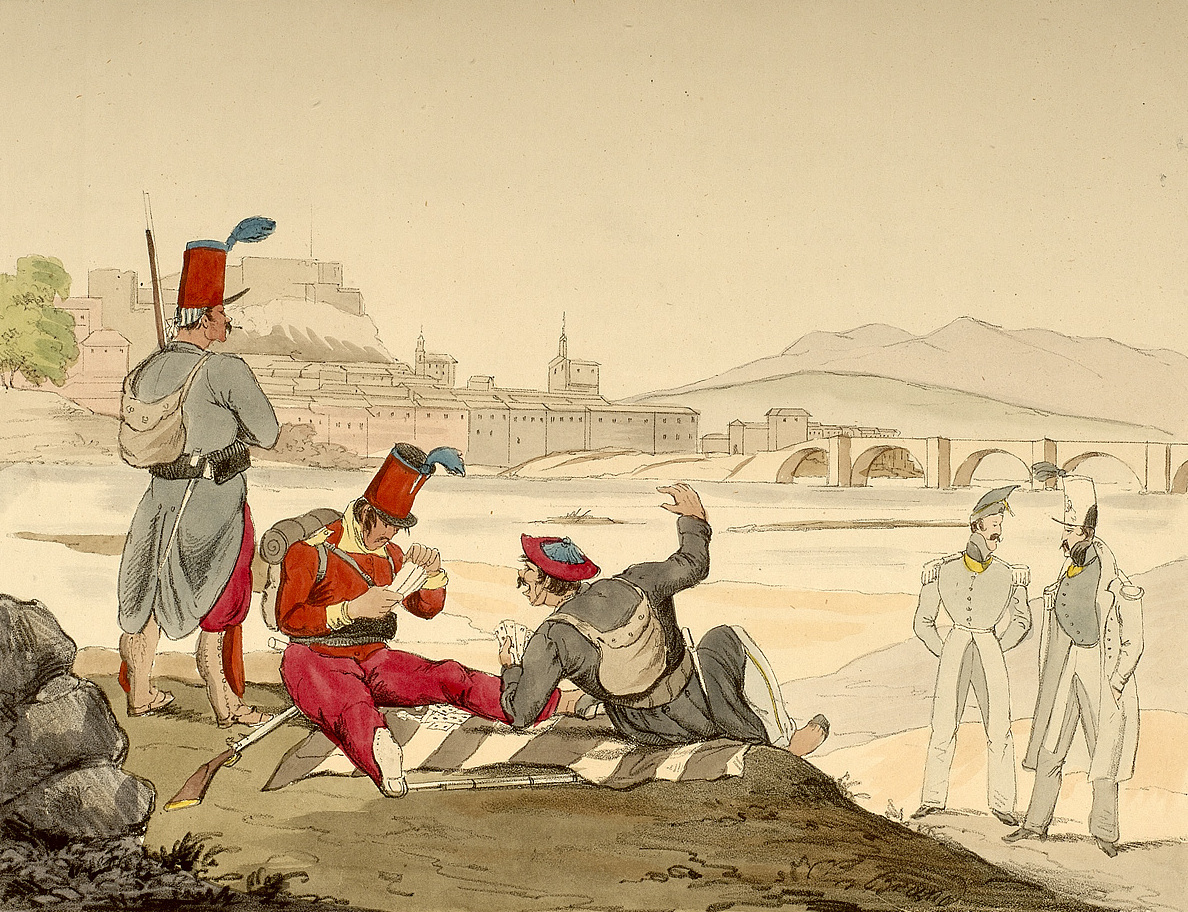
Representación de las tropas carlistas y Txapelgorris en Miranda de Ebro.

Miranda fue fundadora de la Hermandad de Haro (1296), la Hermandad de Álava (1463) (peticiones de reincorporación en 1646 y 1742) y formó parte de la Provincia de Álava en la primera división provincial de España (1822).

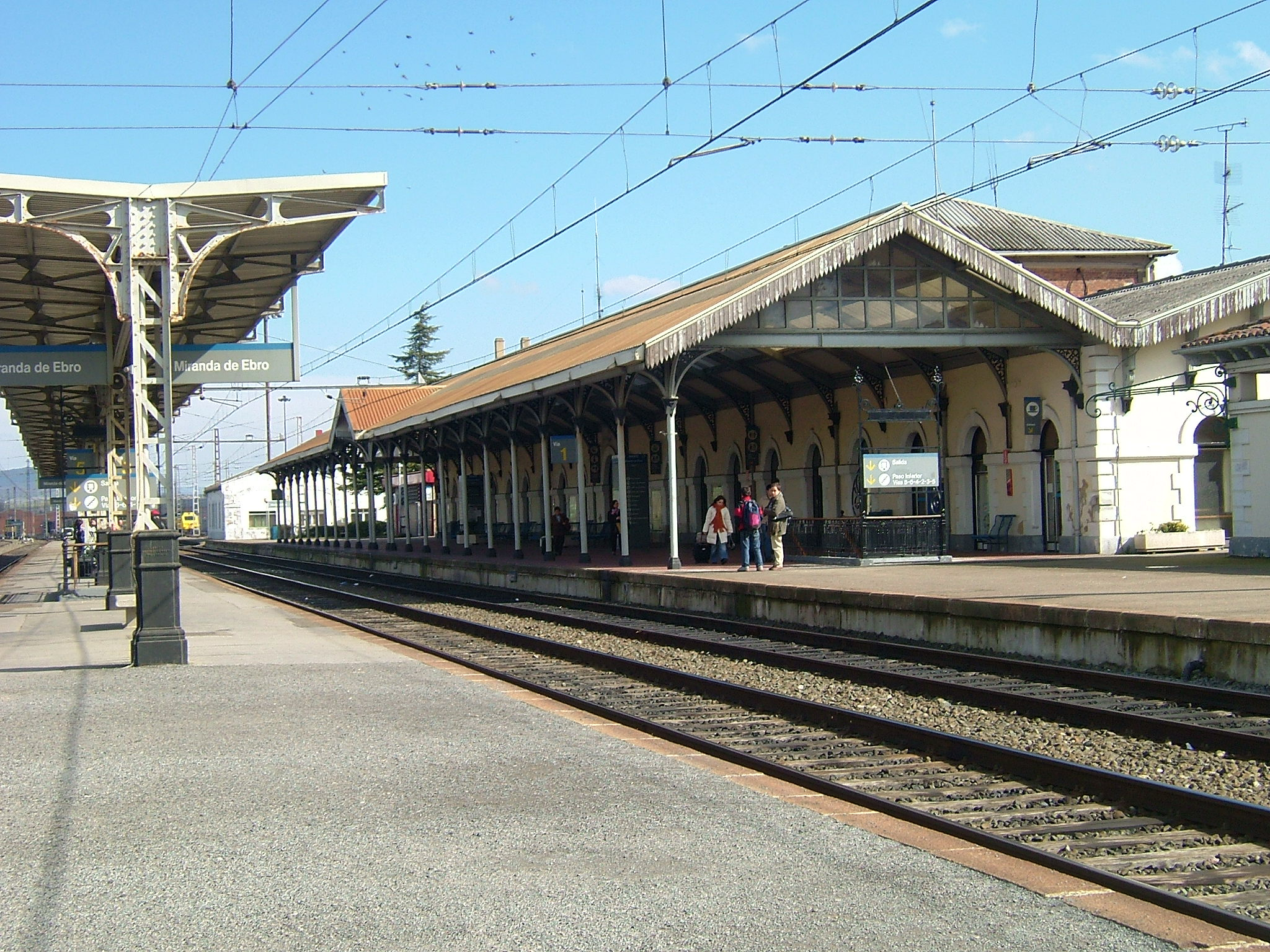
Vista de la estación de tren.

## Historia contemporánea: siglosXIXyXX

### ElsigloXIX

#### Evolución política
El siglo XIX fue testigo de varias guerras y la villa no fue una excepción. La guerra de la Independencia española (1808-1814) afectó directamente a Miranda. Existen datos documentales de la presencia de tropas francesas en la villa y también se conoce que José Bonaparte firmó el decreto de utilización de la moneda francesa en España en el castillo mirandés.
Días antes de la Batalla de Vitoria, José Bonaparte abandonó Madrid y pensó en reforzar la línea del Ebro estableciendo su cuartel general en Miranda de Ebro. Al enterarse de que las tropas de Wellington habían cruzado el río los días 14 y 15 de junio por Polientes, San Martín de Lines y Puente de Arenas, Bonarparte se apresuró a llegar a Miranda lo que obligó a Wellington a replegarse en Vitoria.
Otra de las guerras que afectó a la villa fue la primera guerra carlista (1833-1840). En Miranda de Ebro se establecieron los soldados isabelinos de los ejércitos del norte. Uno de los momentos claves de la contienda en la ciudad fue el asesinato, el 16 de agosto de 1837, del General en jefe del ejército liberal Rafael Ceballos Escalera en la Casa de las Cadenas por soldados amotinados.
Durante la tercera guerra carlista (1872-1876), Miranda de Ebro fue de nuevo un punto estratégico para los liberales de cara a evitar el paso de los carlistas a Castilla. La población se posicionó de lado liberal-alfonsino. Fue la última batalla que libró el castillo de Miranda antes de su desmantelamiento. En esta contienda acudió a la ciudad Concepción Arenal organizando en la Cruz Roja del Socorro, considerando este el primer hospital de Cruz Roja Española en el país.
En temas administrativos, el 27 de enero de 1822 dejó una nota curiosa. Se decretó la nueva división territorial de la nación y Miranda pasó a formar parte de la provincia de Álava, aunque esta división nunca llegó a ser efectiva. En 1833, el Real Decreto del 30 de noviembre de ese año la volvió a enmarcar de nuevo en la provincia de Burgos hasta nuestros días.
El desarrollo alcanza también el ámbito cultural. En 1880 se estableció la congregación de los Sagrados Corazones en el antiguo convento de San Francisco abriendo uno de los colegios más elitistas del norte de España. También se comenzó a editar algunos periódicos locales como La Prensa Mirandesa (que fue el primer periódico de la ciudad), El Benéfico, La Concordia, El Eco de Miranda o La Verdad, estos dos últimos dedicados a defender los intereses ciudadanos.
El 27 de febrero de 1891, la reina regente María Cristina de Habsburgo Lorena, durante la minoría de edad del rey Alfonso XIII concedió a Joaquín de Ceballos-Escalera y de la Pezuela el título de primer marqués de Miranda de Ebro.

#### La llegada del ferrocarril
Pasada la mitad de siglo se iniciaron las obras del ferrocarril, impulsando la economía de la ciudad. La ciudad cuenta con un importante nudo de comunicación a través del tren desde los años 1860. Su llegada implicó el comienzo de la industrialización en la villa e incluso marcó la estructura urbanística que Federico Keller introdujo cuarenta años más tarde en su "Plan de Ordenación de la Villa de Miranda de Ebro" de 1903.
Las instalaciones ferroviarias daban trabajo a 300 personas a finales del siglo XIX, justo la misma población con la que contaba Miranda 150 años antes. Tanta fue la importancia de la implantación del ferrocarril, que el analista local de la época Teodoro Sáez dijo: 

¿Qué estación por importante que sea, tiene treinta y dos trenes diarios en temporada de verano? Mucho tiene que agradecer Miranda su vida activa al continuo movimiento del ferrocarril [...] Probablemente sin él, Miranda sería un pueblo de tantos.

La estación de tren de Miranda fue construida para la Compañía de los Caminos de Hierro del Norte de España e inaugurada en el año 1862, lo que la convierten en una de las estaciones más antiguas de España. El proyecto corrió a cargo del ingeniero inglés Charles Blacker Vignoles, introductor del hierro en las estaciones ferroviarias de toda Europa. El edificio de viajeros es de estilo victoriano y destacan sus dos marquesinas de 90 metros de longitud a cada lado del mismo. Están fabricadas con hierro procedente de Inglaterra que fue fundido en los talleres londinenses Frederick Braby.

### ElsigloXX

#### Evolución política a comienzos de siglo (1900-1931)
Miranda comenzó el nuevo siglo con un título. El día 7 de julio de 1907, el rey Alfonso XIII de España concedió a la villa de Miranda el título de ciudad. La petición del título fue cursada por el diputado por el distrito de Miranda, José María Alfaro y Martínez. Esta distinción vino motivada debido al auge que la ciudad había tomado en los últimos años gracias a la llegada del ferrocarril. El documento, en pergamino, que hoy día se conserva en el archivo histórico municipal, dice:

Queriendo dar una prueba de Mi Real aprecio a la villa de Miranda de Ebro, provincia de Burgos; vengo en concederle el título de Ciudad. Dado en San Ildefonso a siete de julio de mil novecientos siete
Alfonso XIII

El 27 de abril de 1915, el mismo rey otorgó el tratamiento de Excelencia al ayuntamiento de la ciudad. El documento dice:

Queriendo dar una prueba de Mi Real aprecio a la Ciudad de Miranda de Ebro, provincia de Burgos, por el creciente desarrollo de su agricultura, industria y comercio y en constante adhesión a la Monarquía; Vengo en concederle a su ayuntamiento el tratamiento de Excelencia. Dado en Palacio a veintisiete de abril de mil novecientos quince
Alfonso XIII

La Cámara de Comercio e Industria de Miranda de Ebro está presente en la ciudad desde el año 1910, aunque no fue hasta el 16 de marzo de 1912 cuando quedó oficialmente constituida según el gobierno central tras la reorganización de cámaras producida en aquel año. A pesar del inmenso avance que ofrece la ciudad, se produjeron algunos altibajos como el ocurrido en 1917 con una huelga general de los trabajadores ferroviarios. Como gran parte de la población mirandesa estaba relacionada con esta empresa, la incidencia de la huelga fue mayor que en otros lugares.

#### Evolución política en la II República (1931-1936)
El día 12 de abril de 1931 se celebraron elecciones, y la unión republicano-socialista obtuvo mayoría en la ciudad. El ayuntamiento estuvo formado por 12 concejales antidinásticos y 6 monárquicos. El 18 de abril de 1931 quedó finalmente constituido el nuevo ayuntamiento siendo alcalde Antonio Caballero Cuzzani. El gobierno municipal siguió los pasos de los acontecimientos políticos a nivel nacional, y de este modo, cuando en 1933 Alejandro Lerroux subió al poder, los concejales de izquierdas fueron sustituidos por los de derechas y el nuevo alcalde fue Leopoldo Fernández Rámila. El 21 de febrero de 1936 se produjeron las últimas elecciones republicanas que ganó el Frente Popular; se eligió como alcalde a Emiliano Bajo Iglesias.

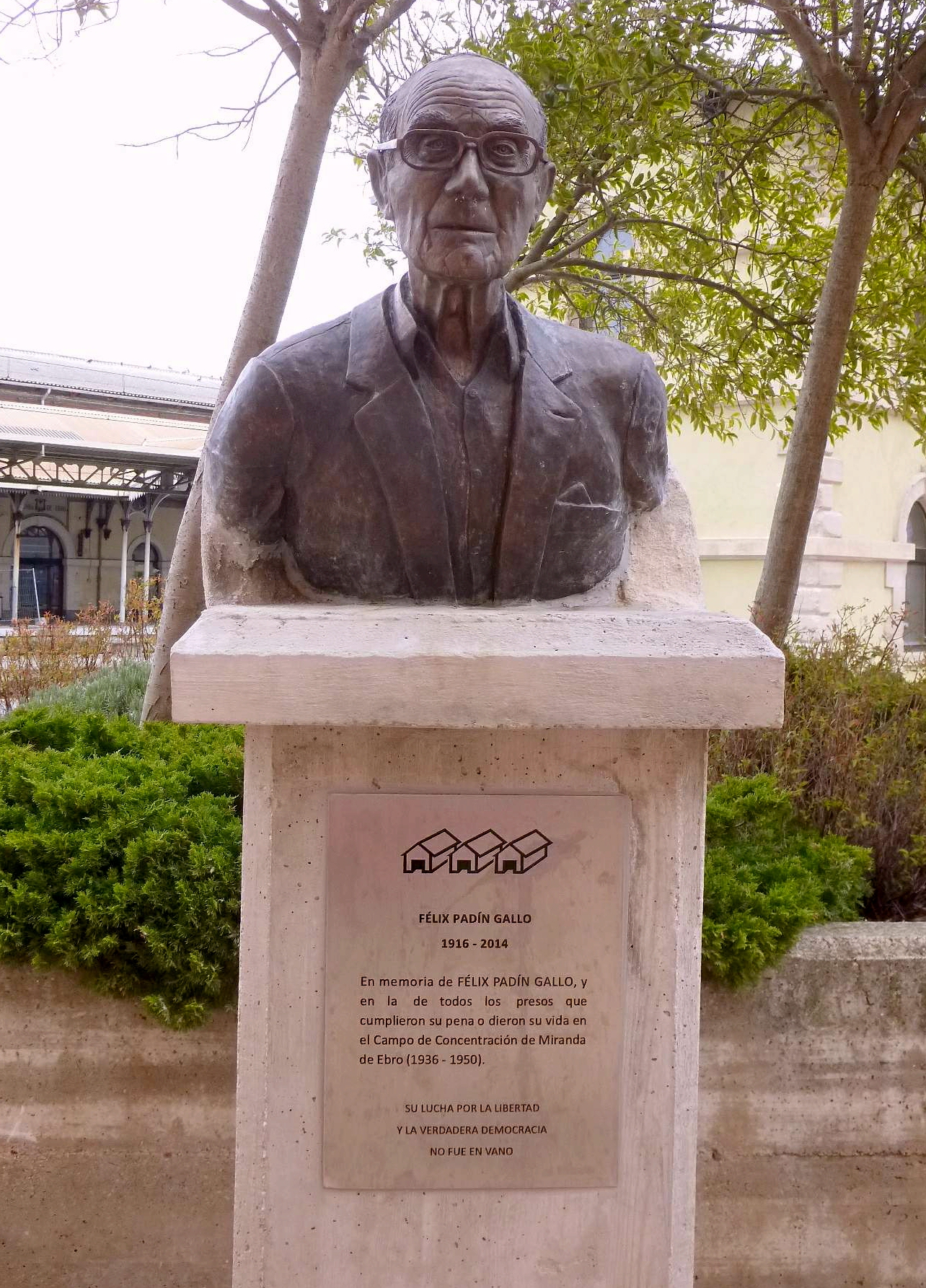
Estatua a Félix Padín Gallo.

#### Evolución política en la guerra civil y el franquismo (1936-1975)
Las elecciones del 16 de febrero de 1936 se saldaron con la victoria del Frente Popular. En mayo del mismo año la tensión era patente en la sociedad hasta el punto de que a comienzos de mayo el Centro Tradicionalista fue apredeadro y fueron quemadas banderas tricolor. El 24 de mayo de 1936, el alcalde de la ciudad Emiliano Bajo Iglesias, es apuñalado por la espalda en su sastrería de la avenida Keller mientras tomaba medidas al agresor que se hizo pasar por un cliente. Consiguió sobrevivir y a consecuencia de este atentado, se declaró una huelga general que originó el caos en la ciudad hasta tal punto que un grupo de exaltados provocó la quema de la iglesia del Espíritu Santo.
La noche del 18 de julio de 1936, ya producido el golpe de Estado contra la República, una multitud exaltada incendió el convento de la Magdalena y la iglesia de Santa María. Debido a estos hechos, numeroso patrimonio artístico fue perdido como la talla de la Virgen de Altamira y el retablo de la iglesia de Santa María o fue degradado, como el cuerpo momificado de El Chantre de Calahorra.
La mañana del 19 de julio de 1936 fue especialmente sangrienta. La Guardia Civil y la de Asalto intentaron tomar la ciudad pero fueron retenidos por pequeñas milicias que formaron barricadas en el puente de Carlos III. Tras un intenso tiroteo, Miranda de Ebro quedó dominada por el bando sublevado.
La corporación municipal republicana intentó proteger la ciudad de los ataques de los golpistas que venían desde otros puntos del país, siendo infructuoso este intento, lo que conllevó a la persecución y captura de la corporación municipal. El 18 de septiembre de 1936, el alcalde Emiliano Bajo Iglesias, y otros concejales, como Miguel Giral Arbaizar, Francisco Mardones Madrid, Ricardo Barrio Osaba, Isidoro García de Albéniz Martínez de la Hidalga o José Trueba Pérez, fueron fusilados en la ciudad de Burgos.

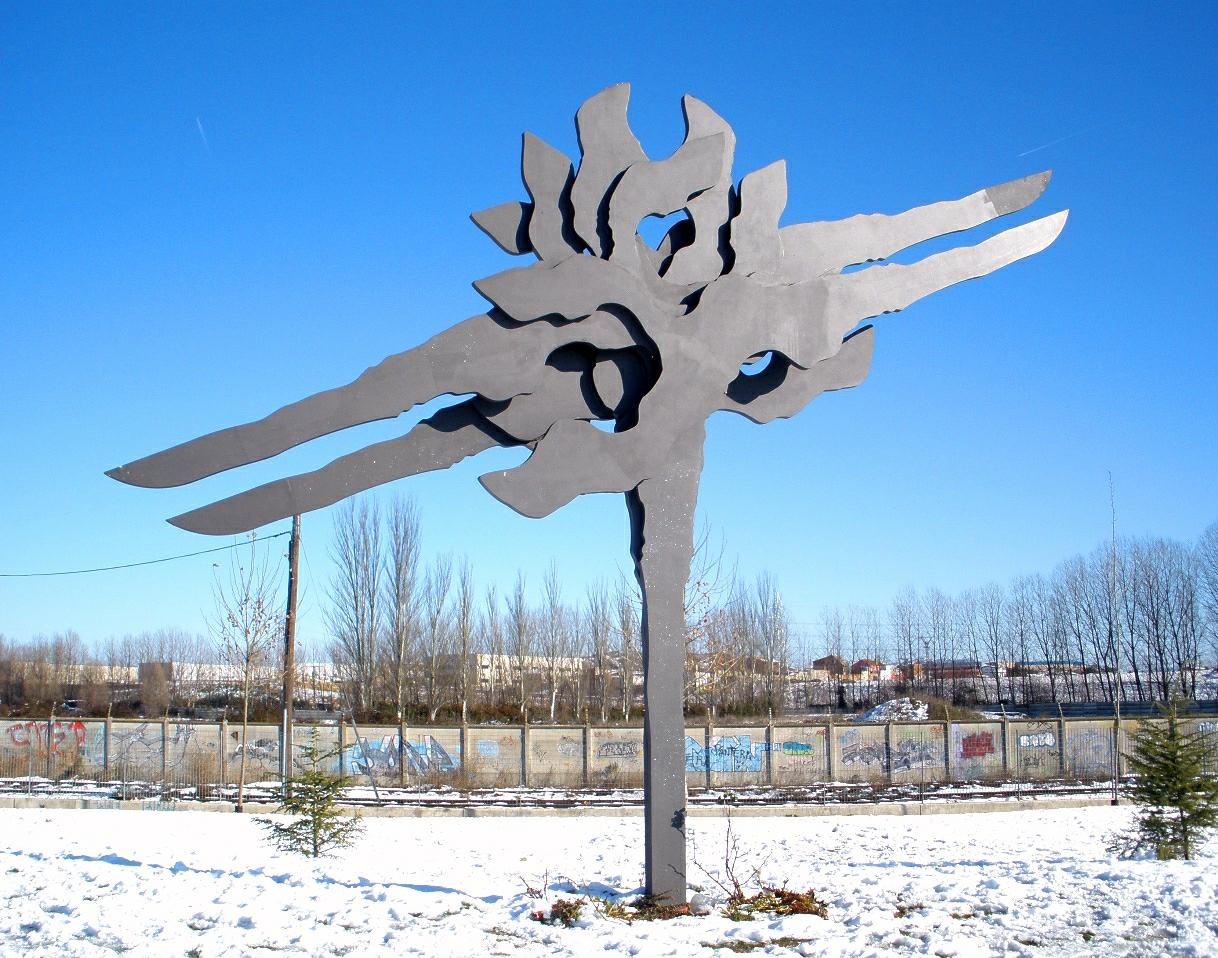
Monumento a las Víctimas de la Represión Franquista, en el parque Alcalde Emiliano Bajo (2008).

Dos meses después del alzamiento, durante los días 16, 17 y 18 de septiembre la aviación republicana bombardeó algunos puntos de la ciudad en torno a la estación de tren y probablemente se intentó bombardear la línea Madrid-Irún, aunque los daños producidos fueron mínimos.
Se estima que el número de muertos en Miranda de Ebro y la comarca supera con creces los 1500. La ciudad permaneció durante la guerra en la retaguardia del Frente Norte y algunos edificios pasaron a ser utilizados por los militares. A partir del 7 de noviembre de 1936, el Colegio Nacional de Aquende hizo las funciones de cuartel de Intendencia, que a su vez pasó a ser Hospital de Sangre a partir de febrero de 1937 hasta el fin de la guerra.
Otro dato a destacar fue la presencia de alemanes e italianos en la ciudad, sobre todo de estos últimos que establecieron en Miranda de Ebro su Estado Mayor, ocupando el chalet Vic, en la huerta de Valderrama. El Balneario de Fuentecaliente fue convertido, a partir de 1937, en Academia Militar para la formación de alféreces y sargentos de Infantería.
En agosto de 1936 visitó la ciudad el general Millán Astray, y en febrero de 1937 visitó el campo de concentración y la ciudad el general Francisco Franco.
Una vez pasada la guerra, vinieron cuarenta años de dictadura franquista que se desarrollaron de manera similar a la del resto del país. Durante los años 1950 el gobierno de Franco impulsó la creación de empleo con grandes empresas como FEFASA.

##### Campo de concentración
Mientras que en la mayoría de la provincia de Burgos el resultado de las elecciones del 16 de julio de 1936 fue favorable para los sublevados, el pueblo mirandés se mantuvo fiel a la República. Esto provocó que la llegada a la ciudad de las tropas franquistas fuese más violenta y que se implantasen, además del campo de concentración, otros servicios para el ejército franquista: hospital de heridos de guerra, alojamiento a los ejércitos de Mussolini, etc.
La captura de prisioneros republicanos en el norte de España fue muy acusada en poco tiempo, lo que motivó el hacinamiento de los presos en condiciones inhumanas. Para solventar el problema, se eligió un solar de 42 000 m² perteneciente a la empresa Sulfatos Españoles S. A., situado entre las instalaciones ferroviarias y el río Bayas. La construcción del campo la llevaron a cabo los propios ciudadanos mirandeses de manera forzosa. En apenas dos meses el campo ya estaba activo, pero sus condiciones eran lamentables. El campo se mantuvo abierto hasta 1947 siendo el último en clausurarse en el territorio español.

#### Evolución política en la democracia (1975-2000)
En 1979 se celebraron las primeras elecciones democráticas después de la transición. El primer alcalde fue José Luis Anuncibay Fuentes, del Partido Socialista Obrero Español, pero quien marcó una época fue Julián Simón Romanillos, del mismo partido, que ocupó el cargo durante 14 años (de los cuales 12 fueron ininterrumpidos). Más tarde llegó cierta inestabilidad política con varios movimientos en el cargo y alguna moción de censura.
| Periodo   | Nombre                                              | Partido                |
| --------- | --------------------------------------------------- | ---------------------- |
| 1979-1983 | José Luis Anuncibay Fuentes                         | PSOE                   |
| 1983-1987 | Julián Simón Romanillos                             | PSOE                   |
| 1987-1991 | Julián Simón Romanillos                             | PSOE                   |
| 1991-1995 | Julián Simón Romanillos                             | PSOE                   |
| 1995-1999 | Agustín Carlos Marina Meneses                       | Partido Popular        |
| 1999-2003 | Pablo Nieva Muga (hasta 2002) / Julián S.Romanillos | Partido Popular / PSOE |
| 2003-2007 | Fernando Campo Crespo                               | PSOE                   |
| 2007-2011 | Fernando Campo Crespo                               | PSOE                   |
| 2011-2015 | Fernando Campo Crespo                               | PSOE                   |
| 2015-2019 | Aitana Hernando Ruiz                                | PSOE                   |
| 2019-2023 | Aitana Hernando Ruiz                                | PSOE                   |
| 2023-act. | Aitana Hernando Ruiz                                | PSOE                   |

Algunas de las anécdotas políticas de la democracia son que desde el 9 de mayo de 1992, la ciudad está hermanada con la francesa Vierzon. Gracias a este hermanamiento y los numerosísimos actos de unión organizados por el ayuntamiento de la ciudad, el 22 de octubre de 1994 le fue concedido el trofeo Estrella de Oro de Europa, rubricado por Jacques Delors, impulsor y presidente de un capítulo esencial del proceso de unión. En 1999 hubo un completo programa de actos para celebrar el IX Centenario del Fuero de Miranda que culminó con la presencia de la infanta doña Cristina y su esposo Iñaki Urdangarín.

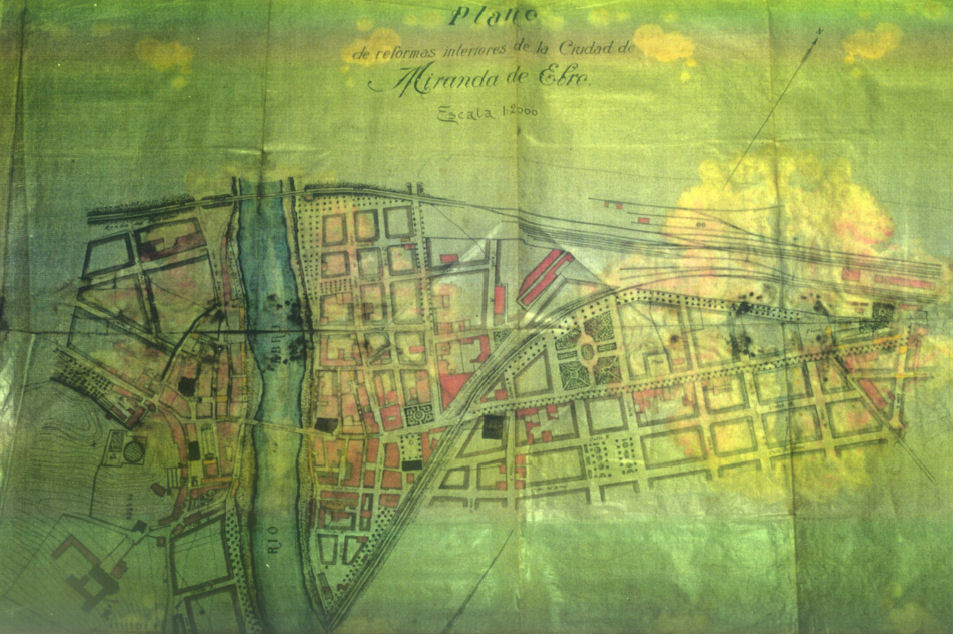
Plano de Reforma y Ensanche de Federico Keller (1903)

#### Configuración urbana
Desde 1903, Miranda de Ebro cuenta con un ensanche diseñado por Federico Keller que organiza las calles de una red ortogonal, de modo similar al ideado por Ildefonso Cerdá para la ciudad de Barcelona. En 1912, el ayuntamiento aumentó el presupuesto de la ciudad a más de 100 000 pesetas, una cifra que jamás se había logrado anteriormente, y siendo el de 1915 de 200 000 pesetas. Este aumento en el presupuesto municipal quedó reflejado en las nuevas infraestructuras que Miranda ganó a comienzos de siglo: alcantarillado público, asfaltado de calles, matadero, un parque en el centro, la alhóndiga y otras muchas mejoras que convirtieron a Miranda en una ciudad bien equipada.
En 1908 se inauguró la plaza de toros cuya capacidad era de 5000 espectadores. Fue construida con las piedras del desmantelado castillo de la ciudad. Otro de los recintos inaugurados en esta época destinados al entretenimiento fue el Teatro Apolo que abrió sus puertas el 4 de octubre de 1921 y la primera obra en representarse fue El genio alegrede los Hermanos Álvarez Quintero. Al año siguiente se estrenó el cine Novedades.
Aunque el aumento de población durante la II República no fue tan intenso, no significa que no avanzase. Durante los años de la república, Miranda se dotó de un centro de Higiene Rural, un Instituto Técnico de Segunda Enseñanza, la plaza de Abastos, una estafeta de correos, una juzgado de Primera Instancia, etc. Todas éstas infraestructuras, junto con la industria, hicieron que Miranda se convirtiese en el referente de la comarca y en un lugar donde buscar empleo para salir del mundo rural.
Los últimos veinticinco años de Miranda de Ebro están marcados por el desvío de la línea férrea Castejón-Bilbao que dividía a la población en dos. En 1987 pasó el último tren por el centro de la ciudad y en la zona ocupada por las vías se construyó una moderna avenida llamada Ronda del Ferrocarril. El nuevo trazado ferroviario discurre por un túnel excavado en el cerro de La Picota. También se avanzó el materia dotacional con la construcción de un polideportivo, la casa municipal de cultura, etc.

#### Industrialización en elsigloXX

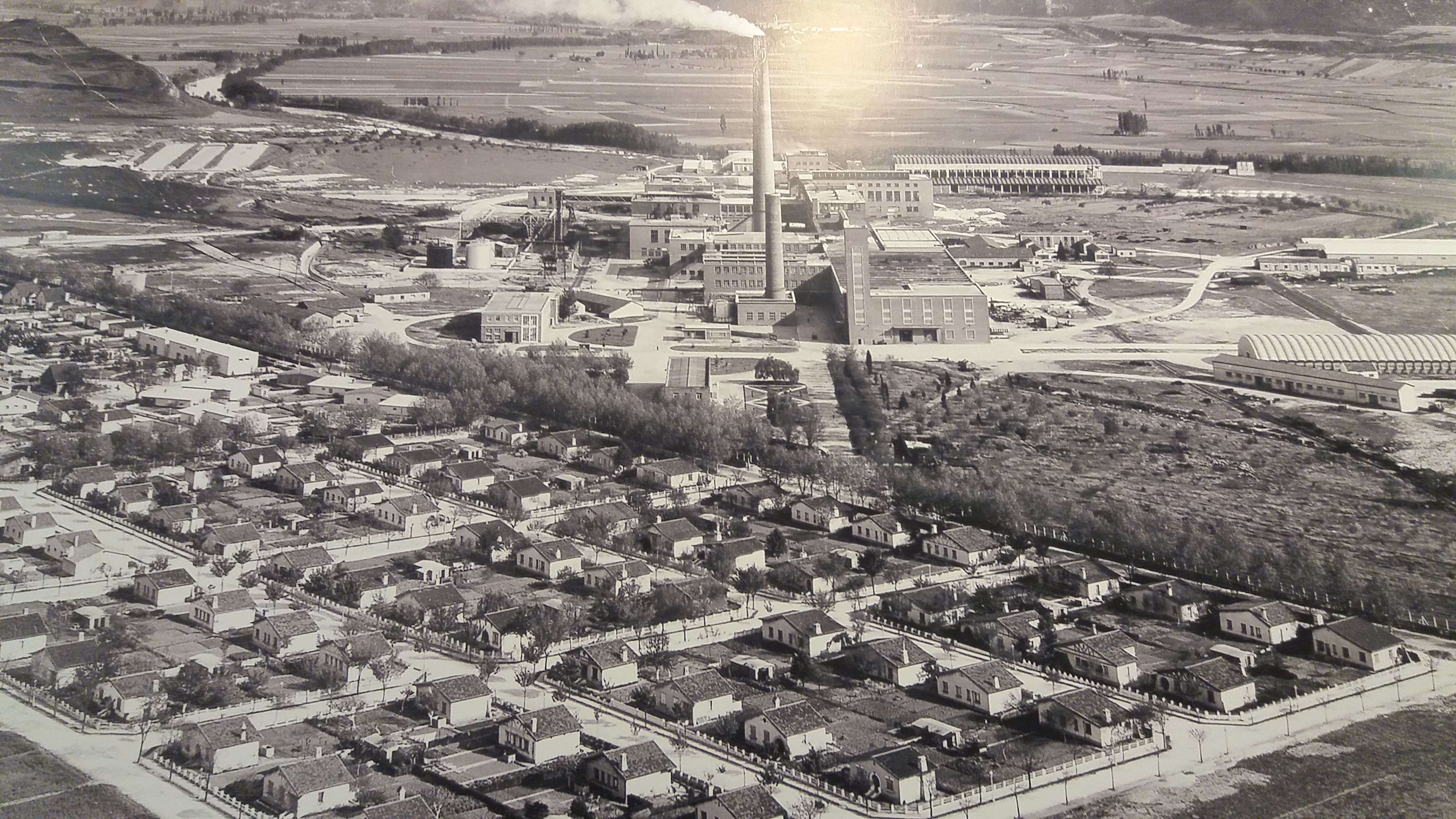
En los años 50 del se estableció una fábrica papelera, que construyó un nuevo barrio de estilo ciudad-jardín para sus empleados.

El desarrollo industrial de Miranda de Ebro se había iniciado en 1862 con la llegada del ferrocarril. Su construcción y su posterior mantenimiento hizo que el aumento de población fuese considerable. En 1925, la implantación de una fábrica azucarera en la ciudad gracias al empresario alemán Leopoldo Lewin, mejoró las expectativas del mundo rural mirandés. Tuvieron que pasar quince años para que, una vez finalizada la guerra civil, Miranda de Ebro diese el salto definitivo a la industrialización.
En 1948 se instaló en la ciudad la empresa Fabricación Española de Fibras Artificiales, S. A. (FEFASA), aunque no estuvo plenamente operativa hasta 1952 debido a los grandes problemas económicos que tuvo que pasar. Su misión inicial era conseguir fibra artificial a partir de paja de cereal, pero con los años se dieron cuenta de que aquel proyecto no era rentable. Las pastas celulósicas ganaron fuerza y FEFASA se desmarcó hacia la producción de papel. Las fibras sintéticas se impusieron sobre las artificiales, y para atender la producción de éstas, FEFASA decidió en 1965 construir Industrias Químicas Altamira, S. A. Cuando se construyó la chimenea principal de la fábrica (1947-1948), era el edificio industrial más alto del país.
El 25 de marzo de 1972, la Empresa Nacional de Celulosa (ENCE) absorbió a FEFASA, que como tal, había sido un auténtico fracaso económico. Sin embargo, gracias a su implantación miles de mirandeses consiguieron trabajo y el número de habitantes de Miranda de Ebro aumentó de forma espectacular en las décadas de los 1950 y 1960.
Otras muchas empresas se instalaron en la ciudad gracias al foco de atracción que suponía FEFASA. En 1981 se construyó el polígono industrial de Bayas, el primero de la ciudad, que tiene como misión albergar pequeñas y medianas empresas. La falta de suelo industrial durante la última década del siglo XX propició un descenso en el número de habitantes de la ciudad.

## La actualidad:sigloXXI
Si el nuevo siglo comenzó con un gobierno local de derechas, la primera década terminará con signo izquierdista. La política local de Miranda de Ebro durante los primeros años del siglo XXI se caracterizaron por la dura crispación entre gobierno y oposición.
Uno de los aspectos más negativos de la primera década ocurrió en junio de 2007 cuando el nombre de la ciudad saltó a los medios nacionales e internacionales después de que un supuesto estudio sobre drogas de la ONU catalogase la ciudad como la segunda consumidora mundial de cocaína después de Nueva York. Tras un intenso contencioso entre Ayuntamiento, Ministerio del Exterior de España y Naciones Unidas, se consiguió una rectificación escrita por parte de este último organismo desmintiendo la afirmación del estudio.
Los últimos datos recogidos por el INE (2011) apuntan a que Miranda de Ebro posee una población de 38 930 habitantes. Tras un descenso paulatino de población durante los años 1990, Miranda gana habitantes año tras año gracias a la llegada de vecinos alaveses en busca de una vivienda más barata y al aumento de población inmigrante (11 % del total). Sin embargo, la alta tasa de desempleo provocada por la crisis de 2008-2010, hizo caer ese levemente la población después de diez años de crecimiento ininterrumpido.
La entrada de algunos países como Bulgaria o Rumanía en la Unión Europea han hecho experimentar un aumento del padrón municipal muy significativo en los últimos años, aunque también han hecho perder el equilibrio poblacional hombre/mujer en favor de los primeros. Según el ayuntamiento de la ciudad, Miranda de Ebro rebasó la cifra de población de 40 000 habitantes en marzo de 2008.
Con el nuevo siglo uno de los grandes problemas de la humanidad se centró en el cambio climático, problema que también caló en la población mirandesa. Tanto es así que los días 4 y 5 de noviembre de 2007 se produjo un hecho sin precedentes en el aspecto sociopolítico de la ciudad y es que se celebró un referéndum popular (denominado consulta vecinal informativa) en el que la ciudadanía votó en contra de la instalación de dos centrales de ciclo combinado en las inmediaciones de la ciudad con un 96,54 % del total de los votos (votó el 36,6 % del censo, es decir, 12 291 personas). Según los expertos, la puesta en marcha de la central de Miranda (junto con la planeada en Lantarón) aumentará la temperatura, los niveles de CO2 y óxidos de nitrógeno entre otros).
En octubre de 2008 se celebró en Miranda de Ebro un congreso titulado Valpuesta: en los orígenes que versó sobre la importancia de los Cartularios de Valpuesta y en el cual se argumentó que el origen del castellano se encuentra en dicho cartulario.
La Crisis económica de 2008-2011 tuvo especial incidencia en la ciudad, ya que su economía estaba basada fundamentalmente en la industrial. Esta recesión fue el mayor golpe económico de la historia de Miranda de Ebro donde se alcanzaron picos de desempleo nunca vistos anteriormente. La crisis provocó desde otoño de 2008 un repunte del paro que llegó a los 2970 desempleados en marzo de 2009, la cifra más alta en este mes en los últimos diez años hasta ese momento. Este dato supone un incremento del 56 % respecto a enero de 2008. Además el mal estado de la economía mundial provocó el inicio de numerosos expedientes de regulación de empleo en la ciudad que ogligó a cerrar algunas multinacionales y pymes durante un tiempo o definitivamente.
La crisis aún se mantuvo con virulencia durante todo el año 2009, y lejos de mejorar, la tónica ascendente de desempleo llegó a alcanzar su pico máximo en marzo de 2011 con 3948 parados.
El 6 de octubre de 2010 visitaron la ciudad los príncipes de Asturias, don Felipe de Borbón y su esposa doña Letizia Ortiz. En la visita inauguraron el parque empresarial de Ircio calificado, en palabras de presidente de la Junta de Castilla y León, como la mayor apuesta industrial del gobierno regional hasta el momento.
El 12 de diciembre de 2024 se firmó el hermanamiento con la ciudad de Beit Sahour (Palestina) tras el recibimiento de las autoridades palestinas en el ayuntamiento de la ciudad mirandesa.

### Configuración urbana

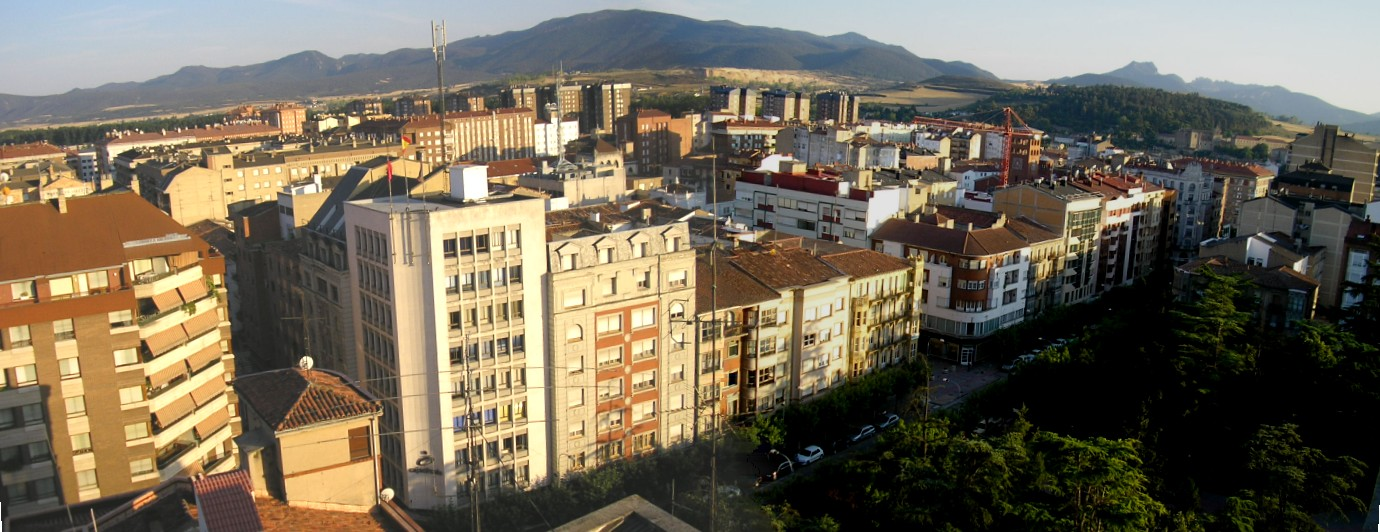
Miranda de Ebro en la actualidad.

La llegada de un nuevo siglo también marcó un nuevo planteamiento a la hora de construir en la ciudad. A diferencia del ensanche tradicional mirandés del siglo XX, en las últimas ampliaciones de Miranda de Ebro se contemplaron numerosas plazas públicas, parques y zonas verdes así como numerosos equipamientos. También se actuó de forma radical en el centro de la ciudad peatonalizando parte de las principales avenidas del ensanche.
Algunas de las edificaciones clave en el urbanismo de la ciudad a comienzos del siglo XXI será la creación del primer museo de la ciudad. El inicio de las obras está previsto en 2009. El futuro museo recogerá la historia mirandesa de un modo dinámico y además albergará el archivo histórico de la ciudad. El edificio escogido es la llamada Casa de Don Lope, un caserón neoclásico del siglo XVIII y al que se le unirá otro edificio vanguardista de un color rojo intenso que pretende ser el referente visual desde el Ebro. Otro edificio singular será el Hangar de las Artes o Hangar de Arte Joven que se prevé su construcción a partir de septiembre de 2008. Será un centro de referencia de las artes plásticas a nivel nacional. En este nuevo centro, que se ubicará junto al albergue Fernán González, los jóvenes talentos podrán desarrollar sus facultades artísticas. Además será la sede de la Fundación Arte Joven de Castilla y León. 
De vital importancia fue la ampliación del suelo industrial de Miranda de Ebro para incrementar el crecimiento económico de la ciudad. En este sentido, en 2010 se inauguró el parque empresarial de Ircio Actividades, uno de los más extensos de Castilla y León. Mirando logró posicionarse a finales de la segunda década de siglo como un nodo logístico de primer nivel nacional con plataformas como Seur, Aldi, Dia y Alcampo, así como tras la creación del puerto seco TCM (Terminal de Contenedores Miranda).